# Turkish Airlines
Widen Your World
Turkish Airlines (en turc Türk Hava Yolları Anonim Ortaklığı, Code AITA : TK ; code OACI : THY) est la compagnie aérienne nationale turque, ainsi que la principale dans le pays. La compagnie fait partie de Star Alliance. Elle a pour activité principale le transport de passagers, de fret ainsi que la maintenance et l'entretien des avions.
Turkish Airlines est élue meilleure compagnie aérienne européenne en 2011, meilleure compagnie mondiale pour la restauration à bord en 2013 (par le site Foodbeast) et possède l'une des plus récentes flottes du monde avec un âge moyen des appareils de 6 ans. C'est également l'une des compagnies aériennes qui dessert le plus grand nombre de pays au monde.
Elle dessert les principaux aéroports turcs, ainsi qu'un très grand nombre de destinations étrangères. Sa plate-forme de correspondance principale est située sur l'aéroport d'Istanbul avec lequel elle entretient de nombreux accords d'exploitation.
Le capital de l'entreprise est majoritairement privé, mais le soutien multiforme de l’État lui est indispensable pour progresser.

## Histoire

### 1933-1956 (fondation de la compagnie)
Turkish Airlines voit le jour le 20 mai 1933 à Ankara sous le nom de Havayolları Devlet İşletme İdaresi (Administration d'État des voies aériennes) (loi no 2186). La compagnie possède à ce moment-là une flotte de deux KingBird (2 x 5 sièges), deux Junkers F 13 (2 x 4 sièges) et un Tupolev ANT-9 (10 sièges). La compagnie appartient au ministère de la Défense jusqu'en 1935, date à laquelle elle passe sous le ministère des Affaires publiques. Les cinq avions réunis comptaient une capacité de 28 sièges.
En 1936, la flotte grandit et sa capacité augmente à 64 sièges.[réf. nécessaire]
En 1938, la compagnie adopte le nom de Devlet Hava Yolları Umum Müdürlüğü (Direction générale des voies aériennes d'État) ; à partir de cette date, elle est gérée par le ministère des Transports. En 1945, le DC-3 est introduit dans la flotte ; c'est avec cet avion que le premier vol international Ankara-Istanbul-Athènes sera effectué en 1947.[réf. nécessaire]
Le 1er mai 1956, la compagnie prend officiellement le nom de Türk Hava Yolları Anonim Ortaklığı (Voies aériennes turques S.A.). Turkish Airlines avait alors un capital de 60 millions de livres.

### 1956-1984

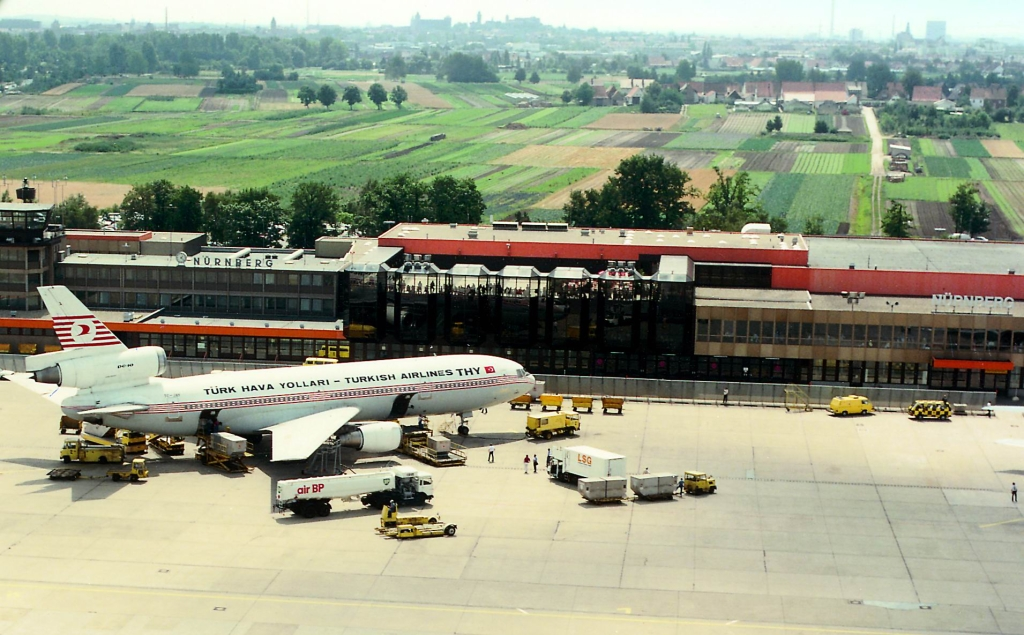
DC-10 Turkish Airlines.

De 1956 à 1974, la flotte de la compagnie s'agrandit en voyant notamment passer le Vickers Viscount, le DC-9, le DC-10, le Boeing 707 ou encore le Boeing 727.

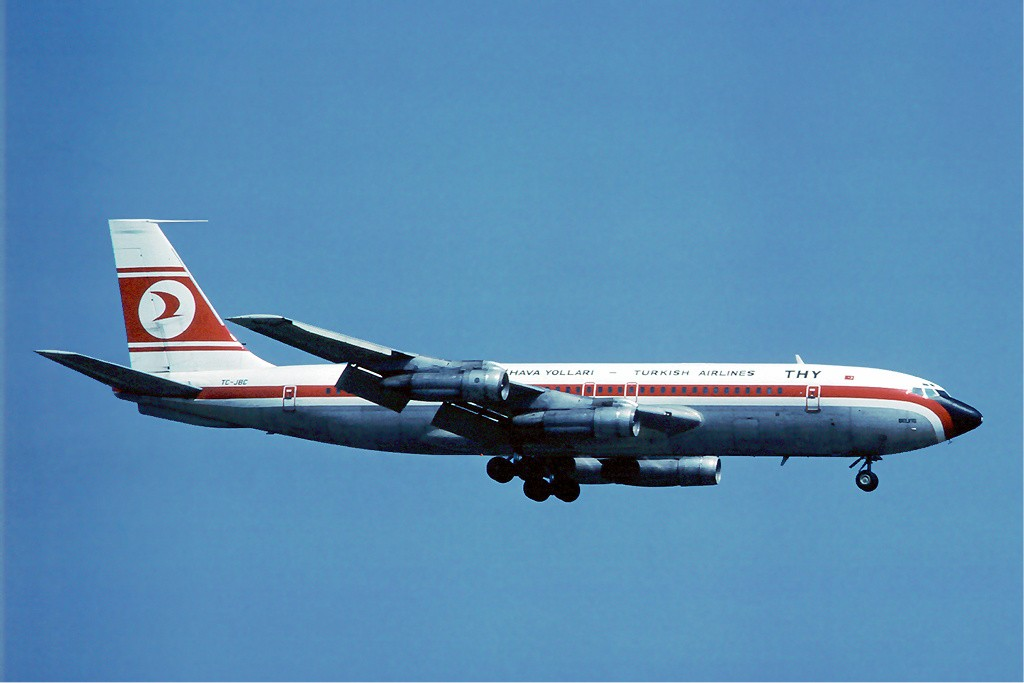
Boeing 707 en approche à Zurich en 1976.

En 1974, la compagnie connaît son plus important accident, le vol 981 Turkish Airlines, un DC-10, s'écrase dans la forêt d'Ermenonville peu après son décollage de l'aéroport de Paris-Orly, provoquant la mort de ses 346 occupants. L'accident est dû à un défaut de conception de la part de McDonnell Douglas concernant le système de verrouillage des portes de soute du DC-10. Cet accident a été considéré à l'époque comme le plus important de l'aviation.
Déjà affecté par l'accident du vol 981, la compagnie aérienne turque sera par la suite la cible du terrorisme arménien. De 1978 à 1983, près de huit attaques à la bombe sont commandités contre les bureaux de la Turkish Airlines dans différentes villes d'Europe. L'attentat d'Orly, qui a eu lieu le 15 juillet 1983 à l'aéroport de Paris-Orly, fut le plus meurtrier avec huit morts et 56 blessés.
En 1984, la compagnie est considérée comme entreprise économique d'État et son capital augmente à 60 milliards de livres turques.[réf. nécessaire]

### 1989-2009
En 1989, Turkish Airlines fonde, en coopération avec la Lufthansa, la compagnie aérienne SunExpress dans le but de répondre à la demande croissante du tourisme en Turquie.
À la fin des années 1990, la compagnie engage une politique de renouveau : elle signe ainsi un contrat avec Boeing pour l'achat de 49 modèles 737-800 pour les trajets moyen-courriers. Les Airbus A340 seront privilégiés pour les trajets long-courriers de la compagnie.
En 2001, les attentats du World Trade Center plongent le secteur aérien dans une grave crise : plusieurs compagnies aériennes comme la Sabena, Swissair ou AOM French Airlines font faillite. Dans le même temps, la Turquie traverse une grande crise financière : malgré cela, la Turkish Airlines fait 8 millions de livres turques de bénéfices et transporte plus de dix millions de passagers.
En 2003, après le crash du vol 634 Turkish Airlines, un Avro RJ-100, à Diyarbakır, Turkish Airlines décide de moderniser sa flotte d'avions court-courriers en remplaçant ses Avro RJ-100. L'avantage des Avro RJ-100 résidait dans le fait que ces avions pouvaient atterrir sur des pistes d'atterrissage de courte longueur. L'achat de nouveaux avions de type Airbus ou Boeing a obligé les aéroports d'Anatolie à se moderniser. Le premier ministre turc de l'époque, Recep Tayyip Erdoğan, de passage à Berlin pour promouvoir l'entrée de son pays dans l'Union européenne, signe dans le même temps un contrat pour l'achat de 36 Airbus : cinq Airbus 330-200, 12 Airbus 321-200 et 19 Airbus 320-200.
Dans le même temps, 15 Boeing 737-800 rejoignent la flotte de la compagnie.
En 2005, la compagnie change l'aspect extérieur de ses avions. Le mot « Airlines », de couleur argentée, est ajouté sous le patronyme « Turkish », et la tulipe est incorporée en tant que motif tout le long du corps de l'avion.
En 2008, la filiale AnadoluJet a été fondée et, la même année, Turkish Airlines devient la 7e plus grande compagnie aérienne d'Europe.

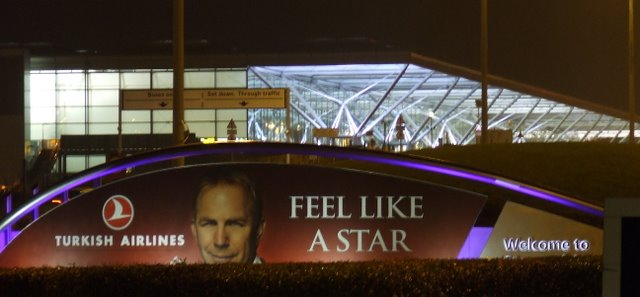
Aéroport de Londres-Stansted, Kevin Costner.

En 2009, Turkish Airlines s'offre les services de Kevin Costner dans une publicité intitulée Feel like a star et, la même année, la compagnie devient la 4e plus grande compagnie aérienne européenne.

### 2010-2019

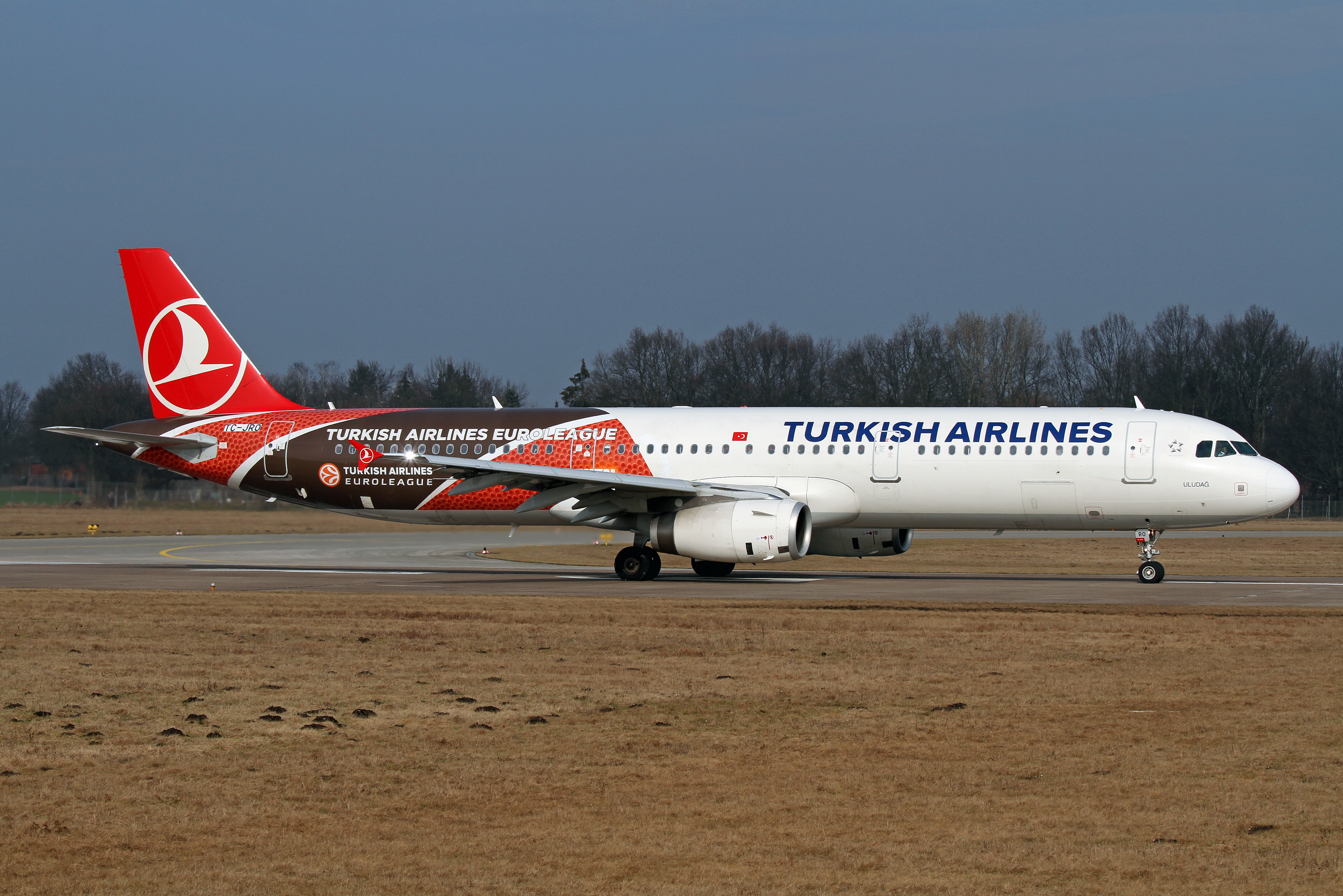
A321-200 aux couleurs de l'Euroleague.

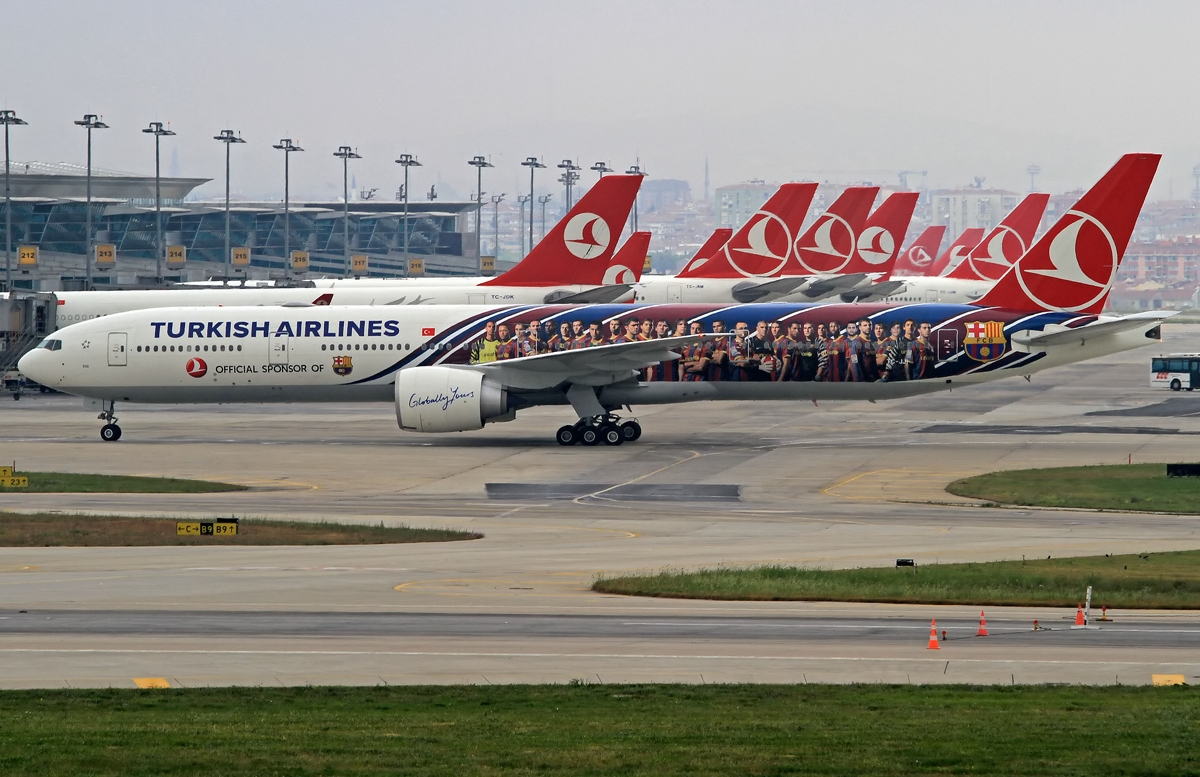
B777-300ER FC Barcelone.

En 2010, la compagnie devient, pour une durée de trois ans, le transporteur officiel de certains clubs de football européens, comme le FC Barcelona et Manchester United ; elle est également le transporteur officiel du Final Four de l'Euroleague de Basket-ball pour l'année 2010, qui se déroule au Palais omnisports de Paris-Bercy.
De plus, le championnat d'Europe de Basketball Euroleague se nomme désormais Turkish Airlines Euroleague, Turkish Airlines étant devenu le principal sponsor de l'Euroleague. La compagnie signe un contrat avec Airbus pour l'achat de 20 Airbus (14 Airbus A321-200 et 6 Airbus A319-100) ; mais également avec la firme Boeing, pour l'achat de 10 Boeing 737-800 et 10 Boeing 737-900ER. La compagnie reçoit par ailleurs ses premiers Boeing 777-300ER.
En 2011, Turkish Airlines a été désignée meilleure entreprise aérienne européenne. Turkish Airlines a ouvert 20 nouvelles lignes depuis l’aéroport d’Istanbul et, depuis 2003, la compagnie turque a augmenté le nombre de ses passagers de 10 % par an. La compagnie change l'aspect extérieur de ses avions et reçoit ses deux premiers Boeing 737-900ER.
En 2012, Lionel Messi devient le nouvel ambassadeur de Turkish Airlines et continue d'être la meilleure entreprise aérienne européenne. La vidéo de Lionel Messi avec Kobe Bryant atteint 90 millions de vues sur YouTube deux semaines après sa publication le 6 décembre.
En 2013, Turkish Airlines passe une commande géante à Airbus d'une valeur de 9,3 milliards de dollars au prix catalogue, un contrat d’achat pour 117 avions de la famille A320 d’Airbus dont 35 en option (la capacité totale est de 21 644 passagers).
Après une mégacommande de 117 appareils auprès d'Airbus, Turkish Airlines a annoncé l'achat de 95 avions (6,9 milliards de dollars) à Boeing d'ici à 2021, dont 70 font l'objet d'une commande ferme tandis que le reste est constitué d'options.

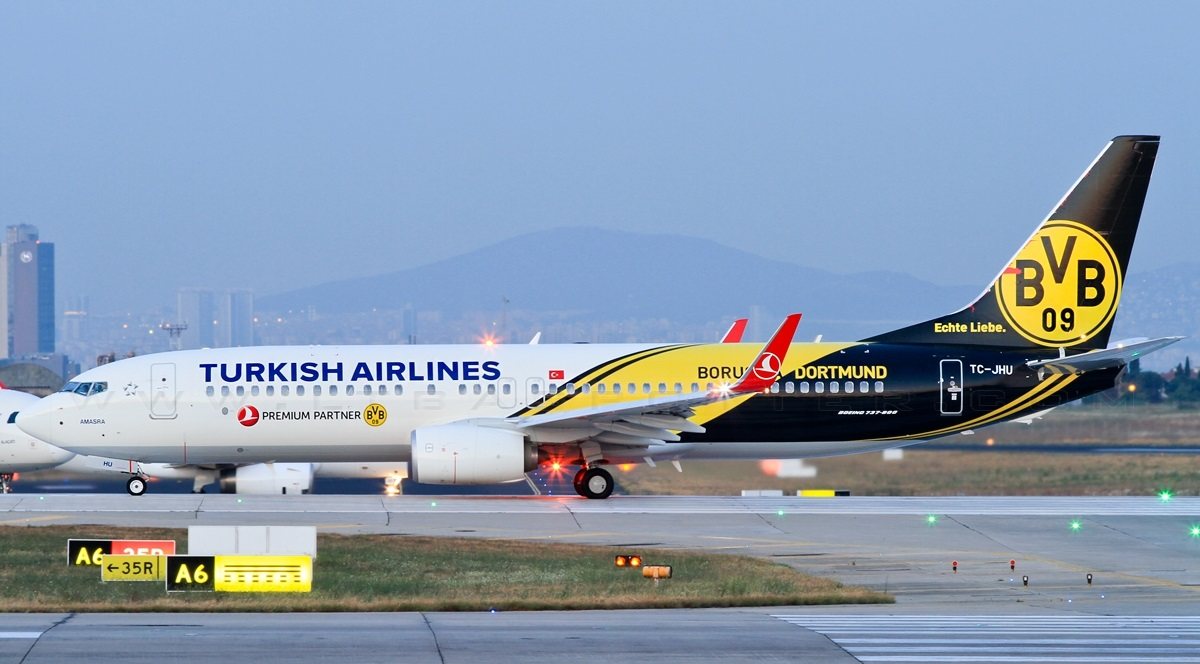
B737-800 BVB Borussia Dortmund.

En juin 2013, Turkish Airlines devient la meilleure compagnie européenne pour la troisième fois de suite (2011, 2012, 2013), le transporteur officiel de l'OM et de BVB Borussia Dortmund, et transporte 48,3 millions de passagers sur 243 destinations.

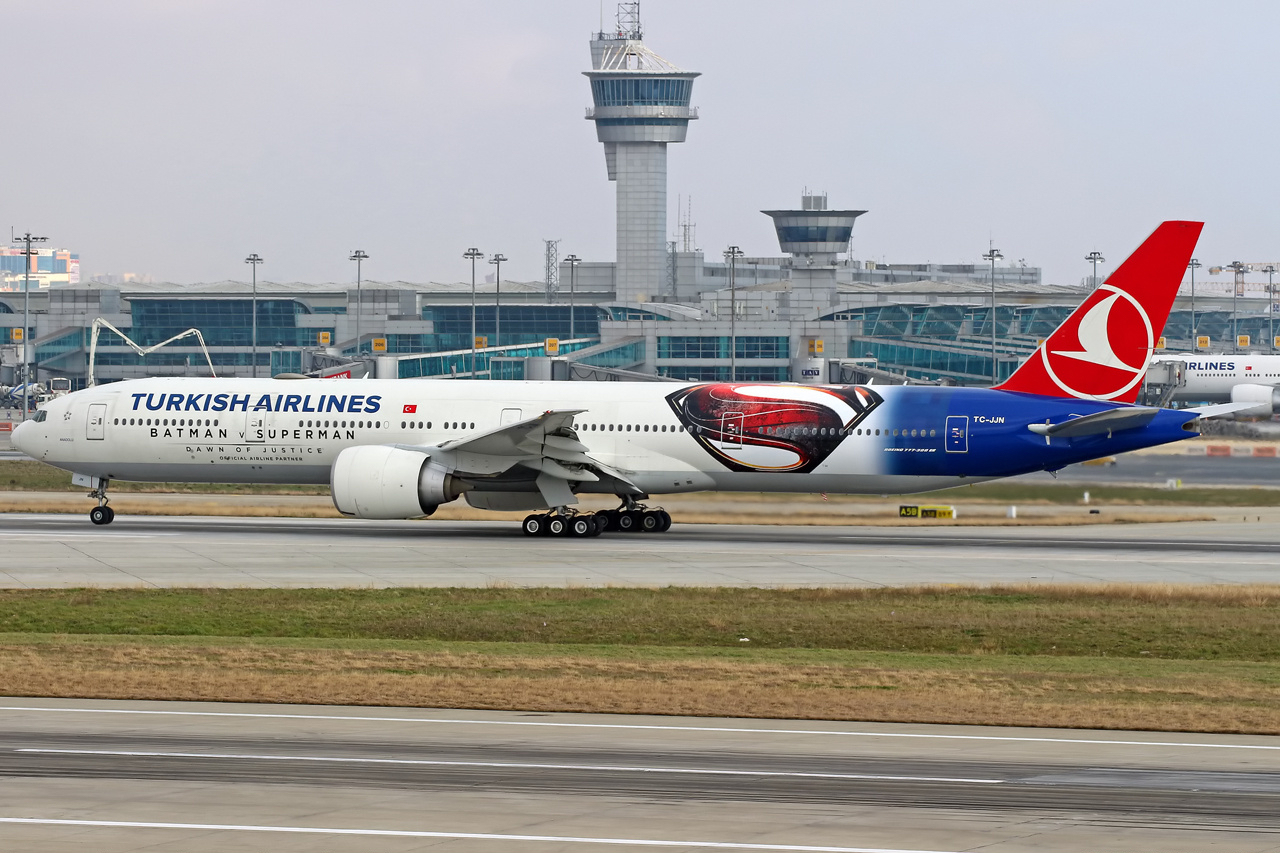
Un Boeing 777-300ER à l'aéroport Atatürk d'Istanbul faisant la promotion du film Batman v Superman : L'Aube de la justice.

En décembre 2013, la compagnie change de slogan et devient « Widen Your World ».
En 2014, 2015 et 2016, la compagnie est encore élue la meilleure compagnie européenne pour la sixième fois consécutive.
Lors de l'Euro 2016, elle est sponsor mondial et devient ainsi la première compagnie aérienne partenaire de l'UEFA.
Dès le mois d'août 2016, la compagnie distribue à ses passagers le recueil officiel racontant, du point de vue des autorités, la tentative de coup d’État de juillet 2016.
La compagnie fait face à de lourdes pertes en 2016, sur fond de crise économique en Turquie.
En mars 2017, le youtubeur français Jérôme Jarre lance la campagne #TurkishAirlinesHelpSomalia. Plusieurs personnalités demandent à la compagnie aérienne de transporter de la nourriture en Somalie, afin de lutter contre la famine dans le pays. Elle accepte et met à disposition un vol cargo pour le 27 mars. Une campagne d'appel de fonds est ouverte sur le site Go Fund Me dès le lendemain et l'objectif d'un million de dollars est dépassé à peine 24 heures plus tard, avec 1,235,722 vers 20 h 15 (18 mars). De nombreuses stars de milieux différents (sport, cinéma, chanson) se mobilisent, comme Lauren Jauregui, Wilson Chandler, Colin Kaepernick, Ben Stiller.
Dans la nuit du 5 au 6 avril 2019, Turkish Airlines quitte sa plateforme historique d'Atatürk pour s'installer au nouvel aéroport d'Istanbul. 

## Destinations

Destinations Turkish Airlines.

Turkish Airlines dessert 303 destinations dont 50 destinations domestiques et 253 internationales dans 108 pays.
Elle est l’une des compagnies aériennes qui assure des vols vers le plus de pays
En 2025, elle dessert 353 destinations dans 131 pays. 

### Partage de codes
| - Air Algérie - Adria Airways - Azerbaijan Airlines - Air Astana - Air Canada - Air China - Air France - Air India - Air Malta - Air New Zealand - All Nippon Airways | - Asiana - Austrian Airlines - Croatia Airlines - EgyptAir - Ethiopian Airlines - Etihad Airways - Garuda Indonesia - Iran Air - Royal Jordanian | - Kuwait Airways - LOT Polish Airlines - Luxair - Oman Air - Malaysia Airlines - Pakistan International Airlines - Royal Air Maroc - RwandAir - SAS Scandinavian - Singapore Airlines | - Swiss International Air Lines - TAP Air Portugal - Tatarstan Airlines - Thai Airways International - Tunisair - Ukraine International Airlines - Uzbekistan Airways - United Airlines - UTair |

## Flotte

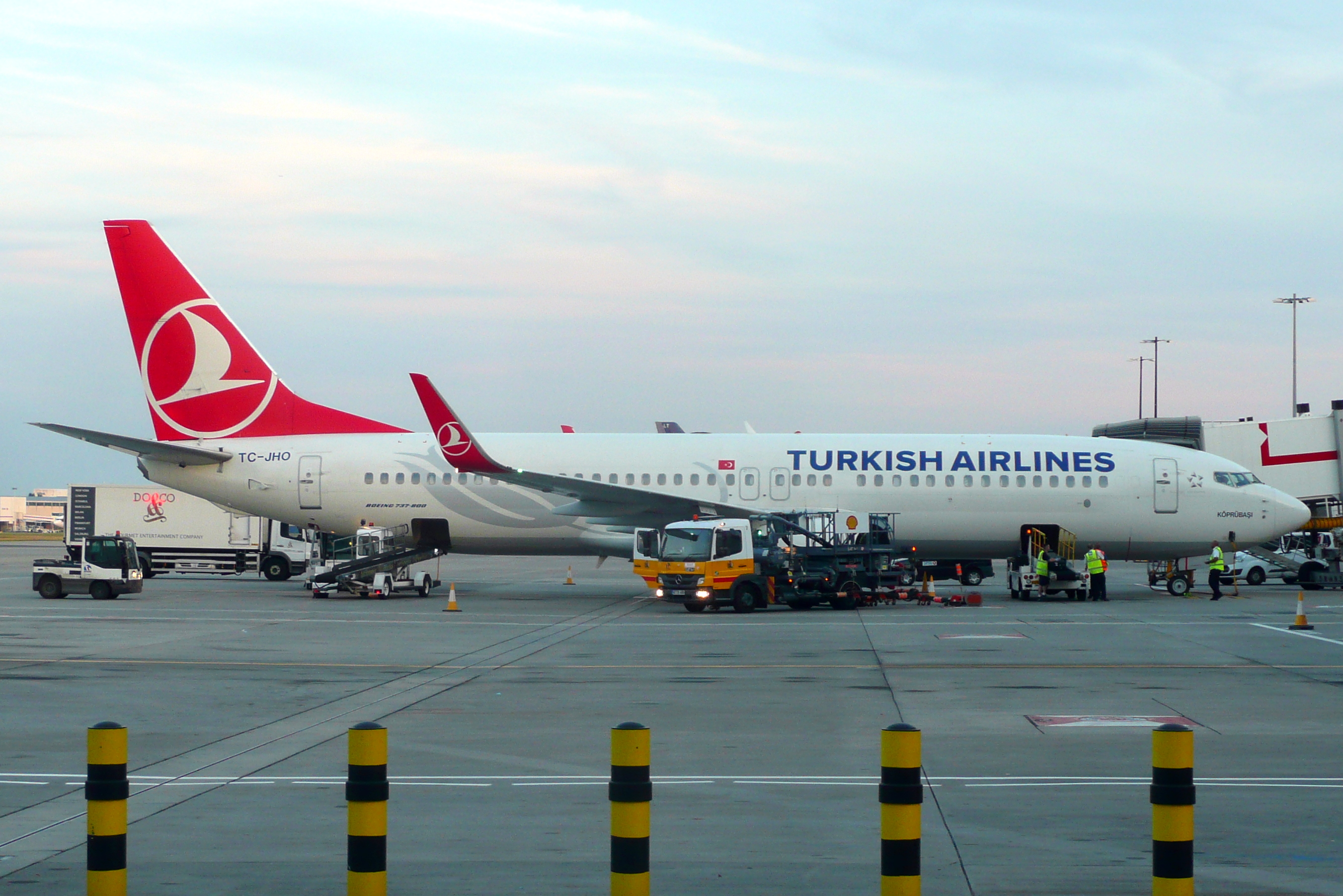
Boeing 737-800 de Turkish Airlines

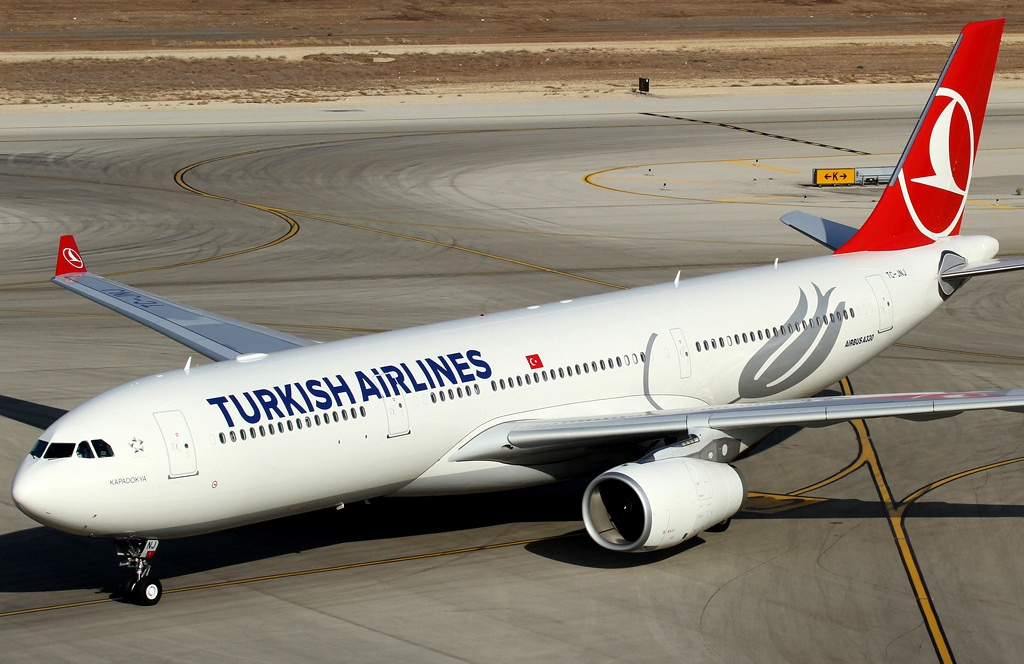
A330-300 Turkish Airlines.

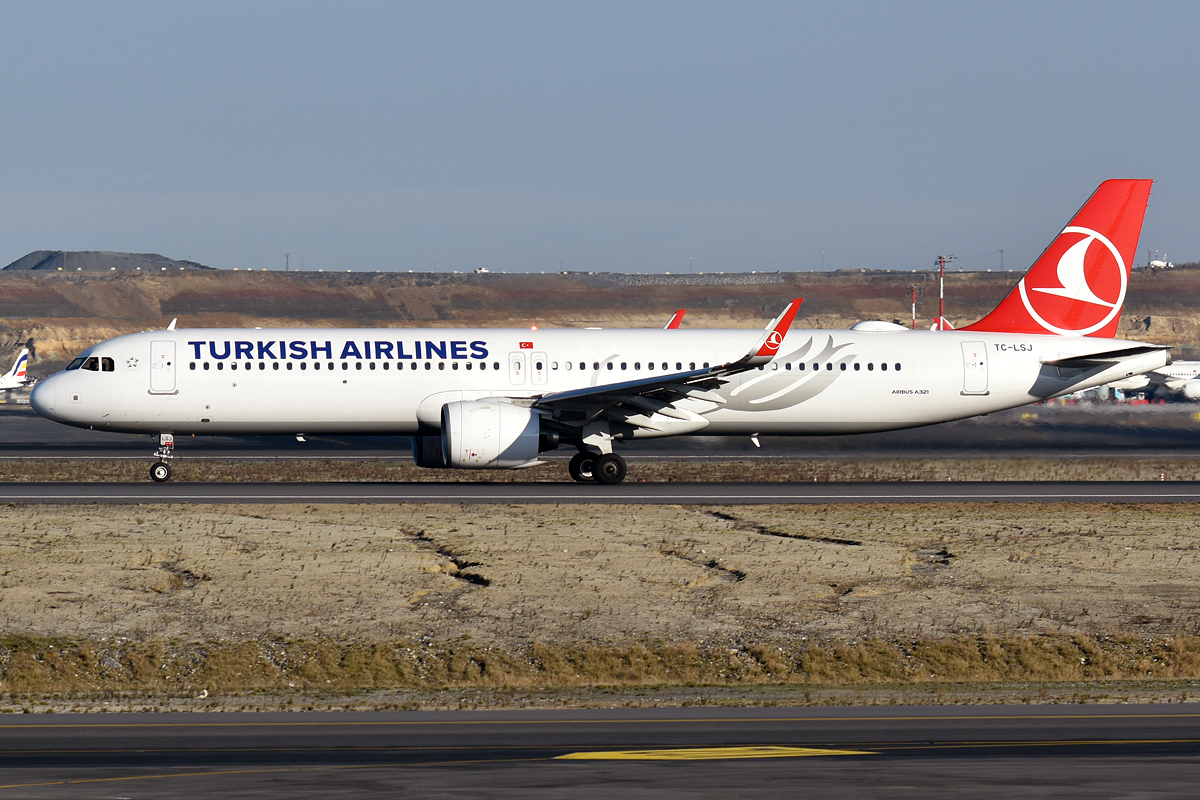
Airbus A321neo de Turkish Airlines

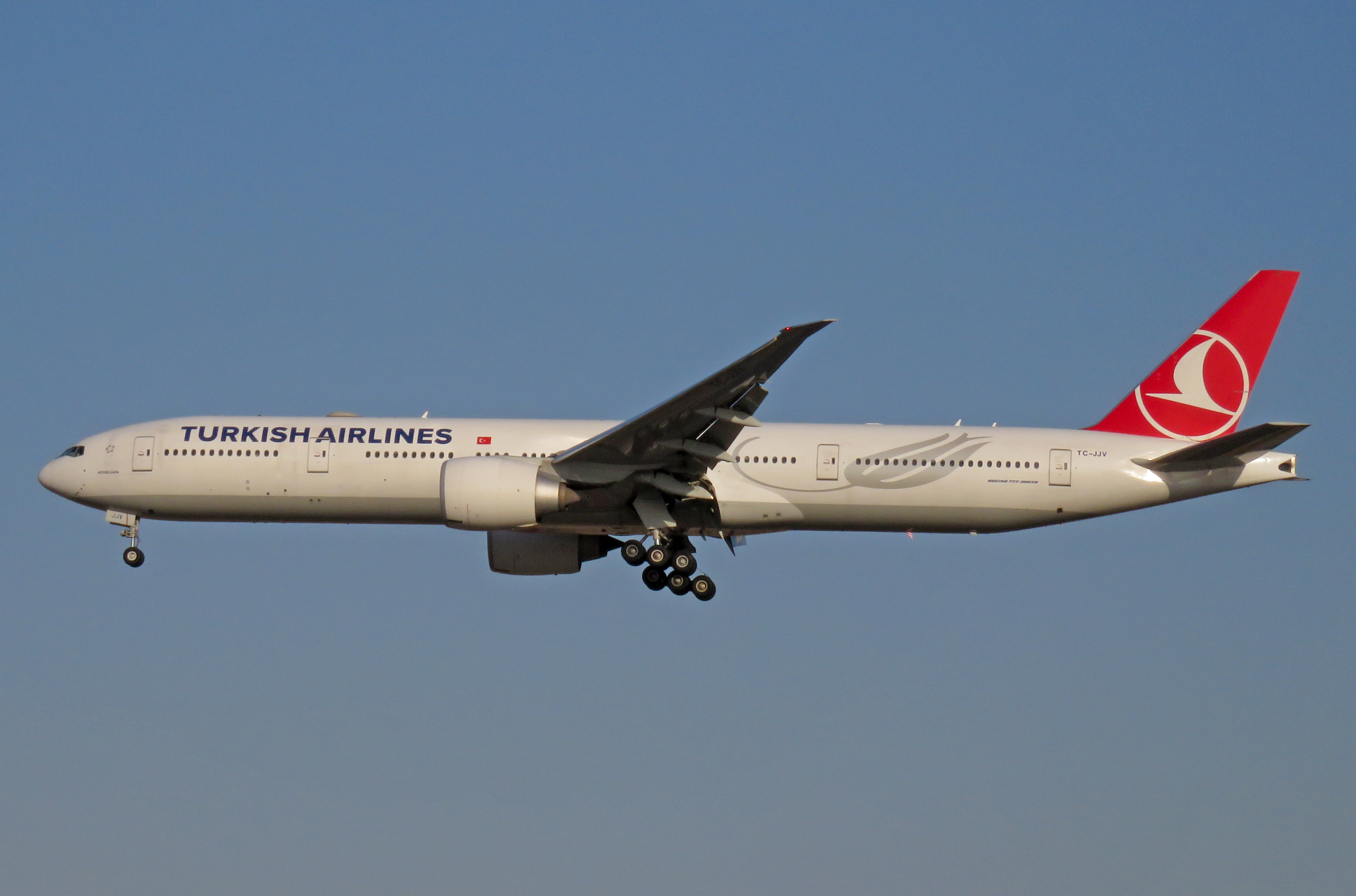
Boeing 777-300ER de Turkish Airlines

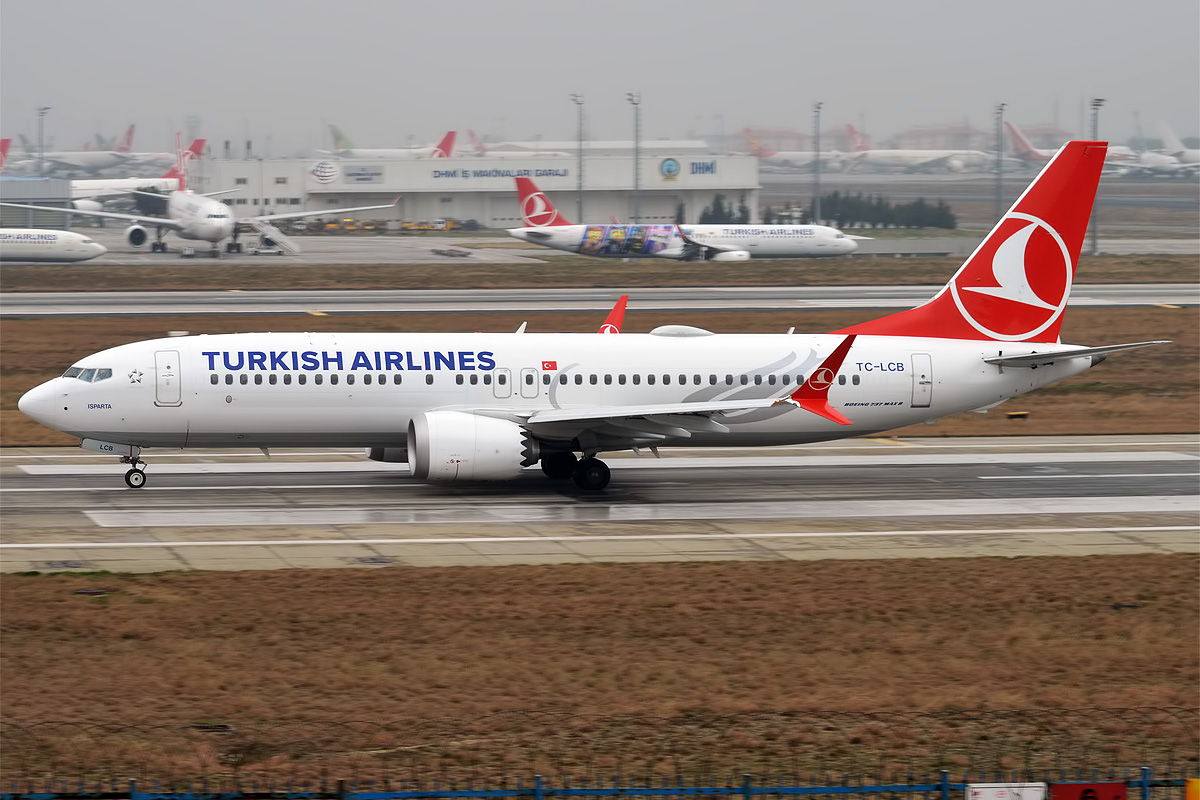
Boeing 737 Max 8 de Turkish Airlines

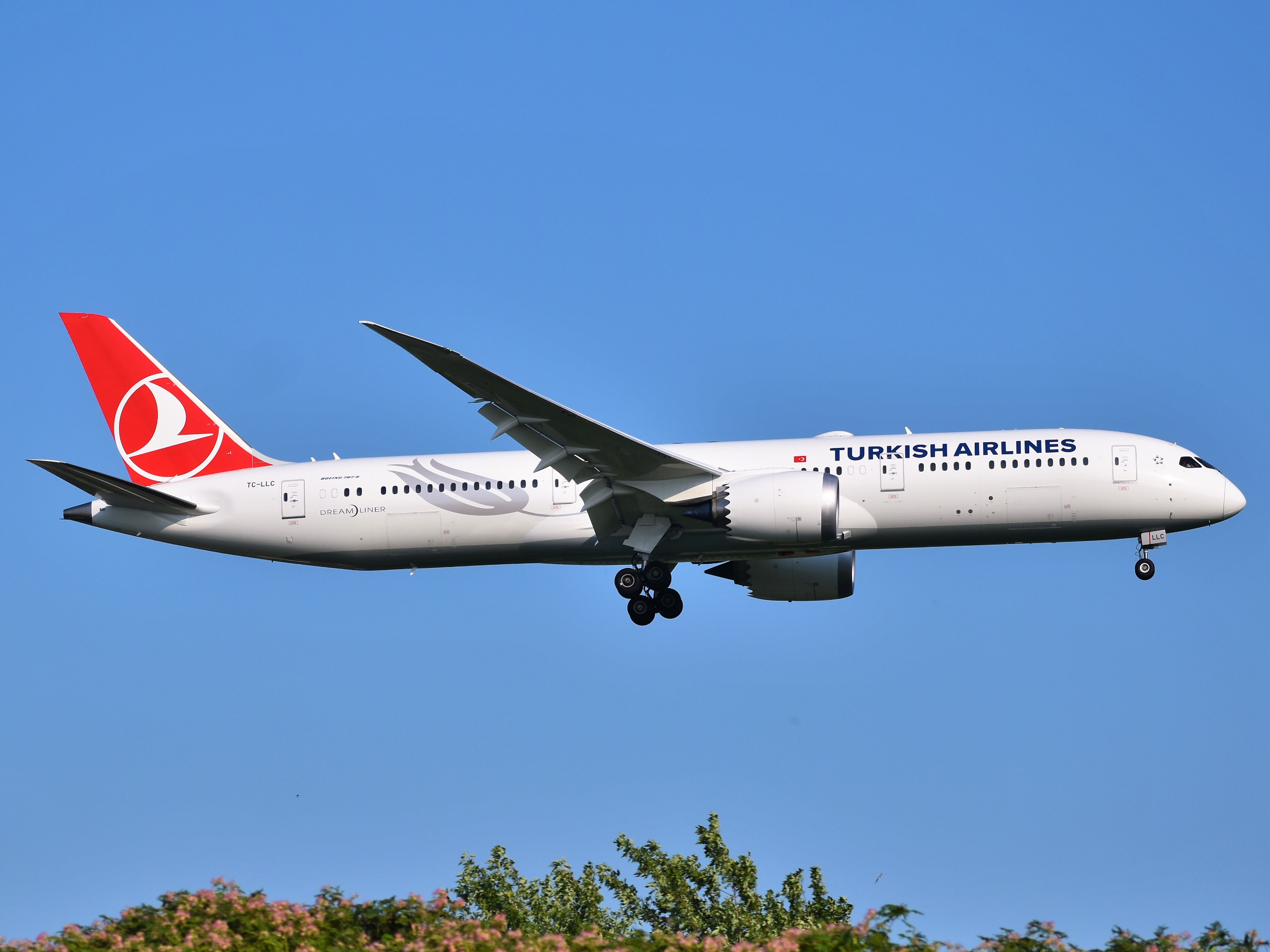
Un Boeing 787-9 Dreamliner (TC-LLC) à l'approche de l'aéroport JFK de New York

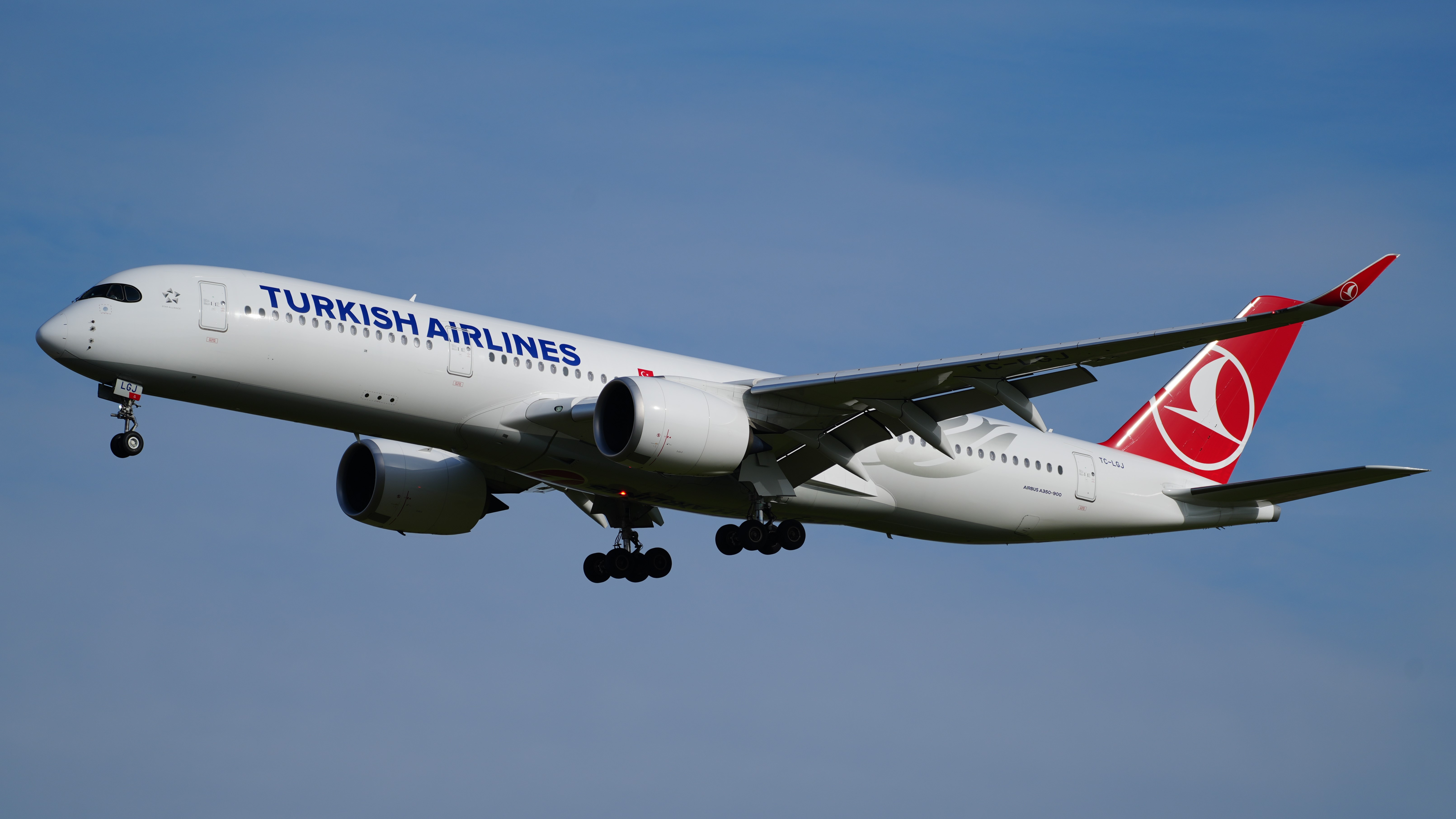
Airbus A350-900 de Turkish Airlines

En mai 2025, les appareils suivants sont en service au sein de la flotte de Turkish Airlines (filiales exclues).

### Flotte long-courrier
La croissance du trafic de la plate-forme de correspondance de l'aéroport Atatürk d'Istanbul à Istanbul et les perspectives de développement qui l’accompagnent, orientent les choix de la compagnie vers des appareils long-courriers à très long rayon d’action. Un vol est considéré comme long-courrier au-delà de cinq heures.
Les premiers avions long-courriers de la compagnie, à savoir des Airbus A340-300, ont été achetés au milieu des années 1990. La compagnie a ensuite acquis des Airbus A330, puis des Boeing 777-300ER, dont trois sont loués à la compagnie indienne Jet Airways.
La livraison de ces appareils s'échelonne de 2014 à 2017. Ces avions viendront remplacer à terme les Airbus A340-300, qui sont en fin de vie utile et moins économes en carburant que les appareils de nouvelle génération. En 2015, Turkish Airlines compte plus de 60 appareils longs-courriers. Pour les vols cargo, la compagnie exploite dix Airbus A330-200F.
La compagnie envisage de louer, voire d'acheter, des Airbus A380,,.
En septembre 2017, Turkish Airlines a annoncé son intention d'acheter 40 Boeing 787-9 dont la valeur est estimée à 10,8 milliards de dollars américains au prix catalogue,.
Le 5 janvier 2018, Turkish Airlines et Airbus ont signé un accord pour la vente de 20 Airbus A350-900 + 5 options.
Le 15 décembre 2023, Turkish passe commande de 50 Airbus A350-900, avec 20 options et passe commande pour 15 Airbus A350-1000.

### Flotte moyen-courrier

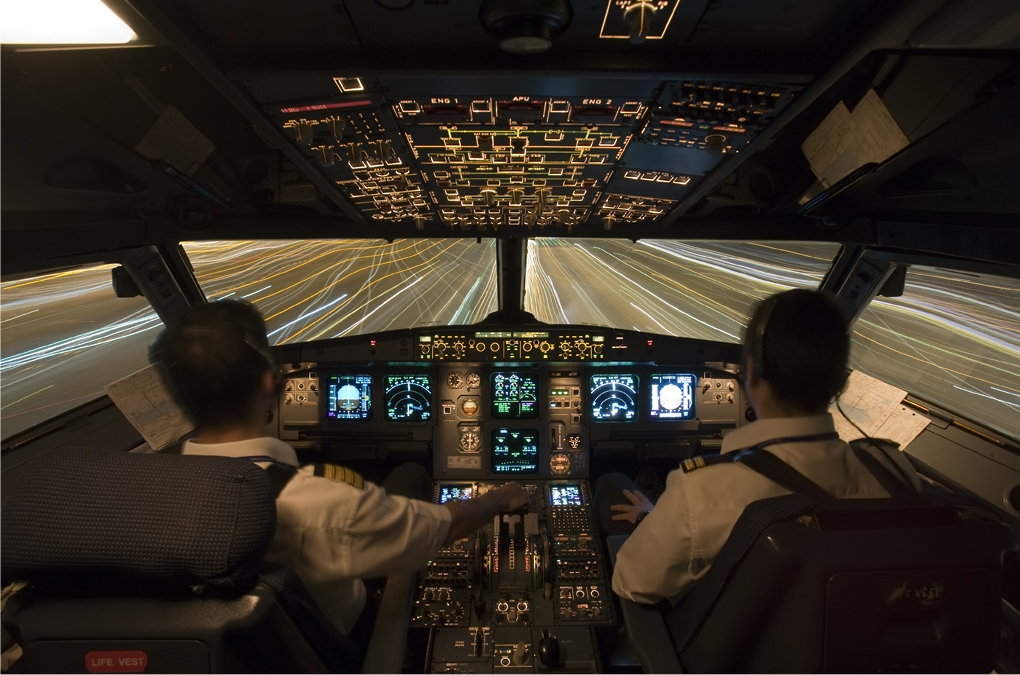
Turkish Airlines Airbus A321 cockpit Karakas

Un vol est considéré comme moyen-courrier lorsqu'il n'excède pas cinq heures.
Après avoir longtemps exploité des Boeing 737, dont quatre Boeing 737-400 de 17,57 ans d'âge moyen, huit Boeing 737-700 de 3,01 ans d'âge moyen et 51 Boeing 737-800 de 6,44 ans d'âge moyen (dix autres ont été commandés en 2010), la compagnie a signé un contrat avec Airbus pour l'achat de quatre Airbus A319-100 (de 3,87 ans d'âge moyen aujourd'hui), 22 Airbus A320-200 (de 2,99 ans d'âge moyen aujourd'hui) et 21 Airbus A321-200 (de 3,8 ans d'âge moyen aujourd'hui).
Turkish Airlines a passé une commande en 2010 de douze Airbus A319-100 et huit Airbus A321-200 pour répondre en particulier à la croissance du secteur aérien en Turquie.

### Flotte cargo
Turkish Cargo possède dix Airbus A330-200F et six Boeing 777F.
Le 15 décembre 2023, Turkish passe commande de 5 Airbus A350F, avec 5 options.

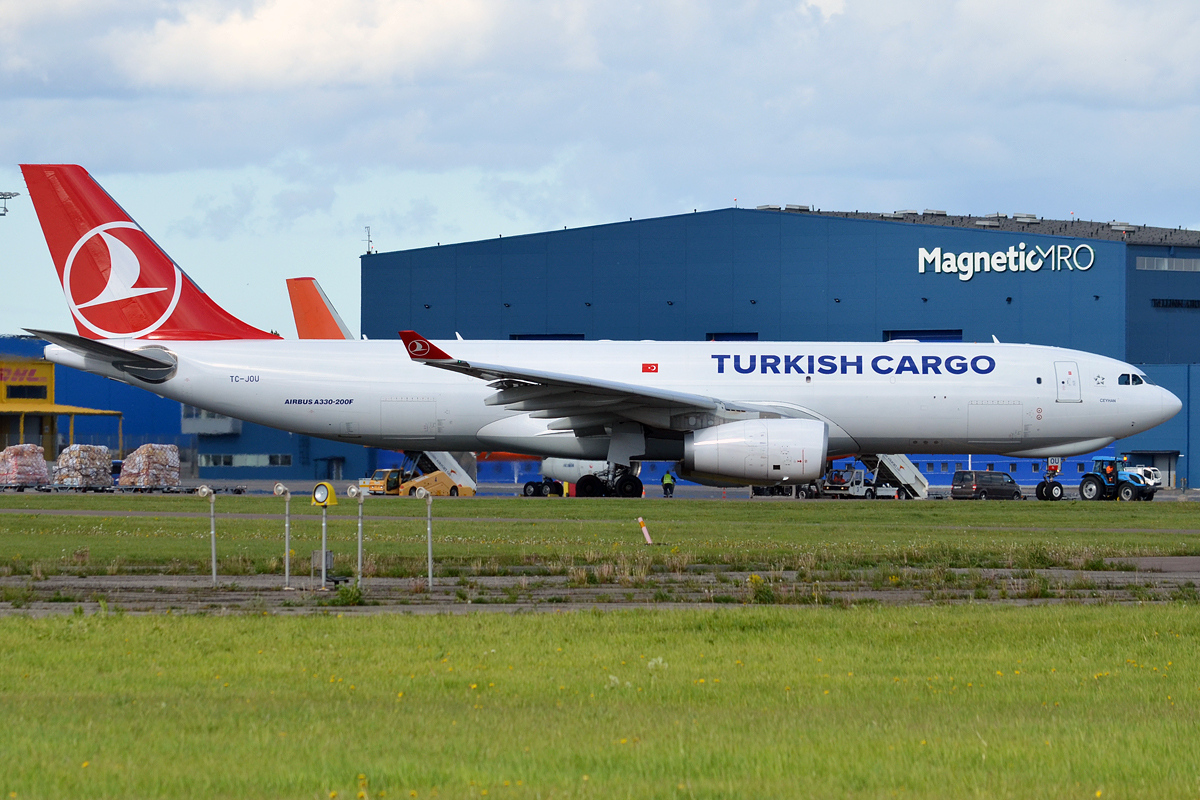
Airbus A330-200F de la division cargo.

### Évolution de la flotte
- 2003: 65 appareils
- Boeing 777F cargo2004: 70 appareils
- 2006: 100 appareils
- 2009: 127 appareils
- 2010: 132 appareils
- 2011: 154 appareils

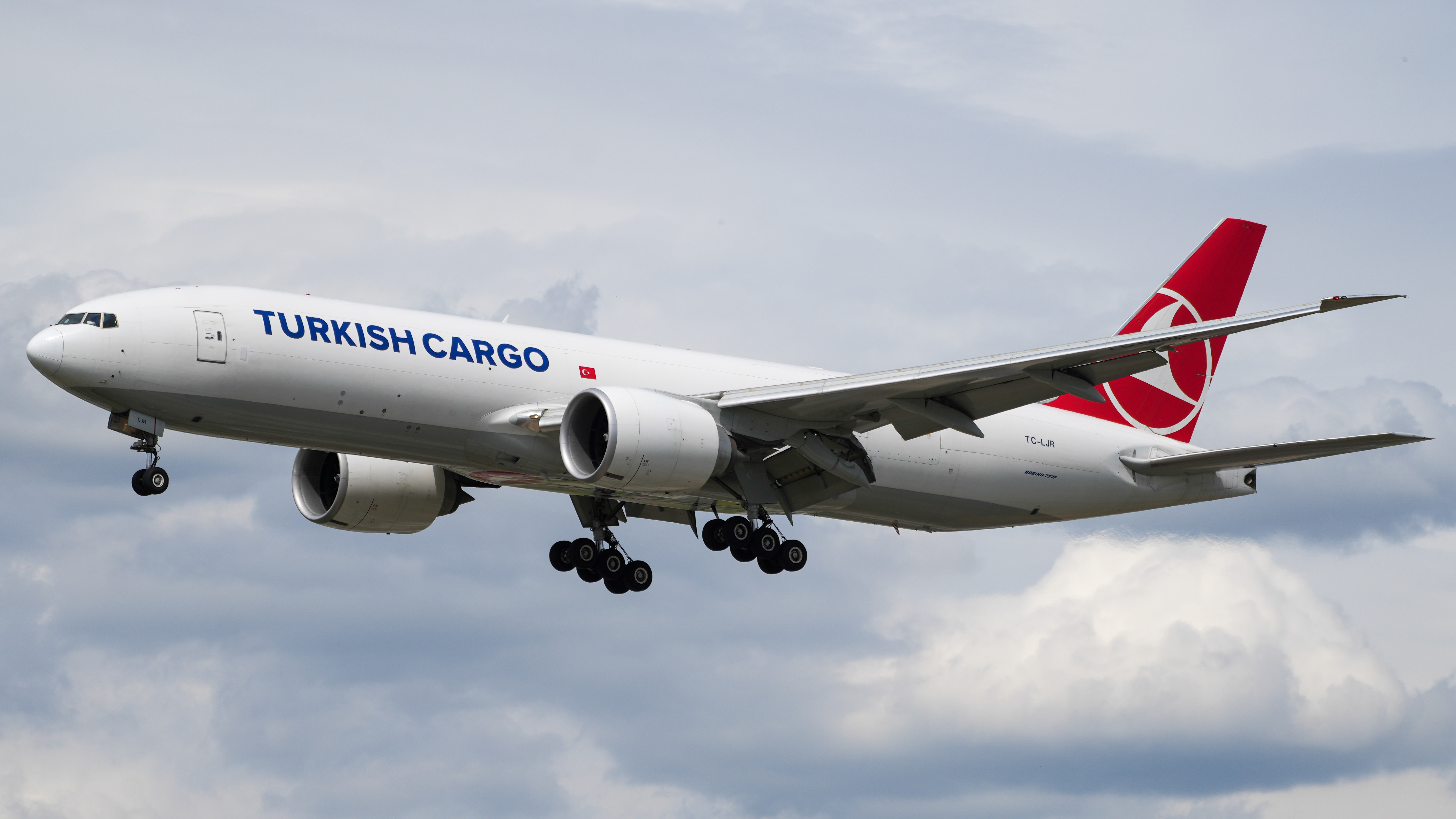
Boeing 777F cargo

- 2012: 200 appareils (1er Boeing 737-900ER ajouté)
- 2013: 233 appareils
- 2014: 263 appareils
- 2015: 299 appareils
- 2016: 300 appareils
- 2025: 664 appareils.

La compagnie a pour objectif de se doter d'une flotte de 800 appareils d'ici 2033, d'ont 435 fin 2023.

### Galerie

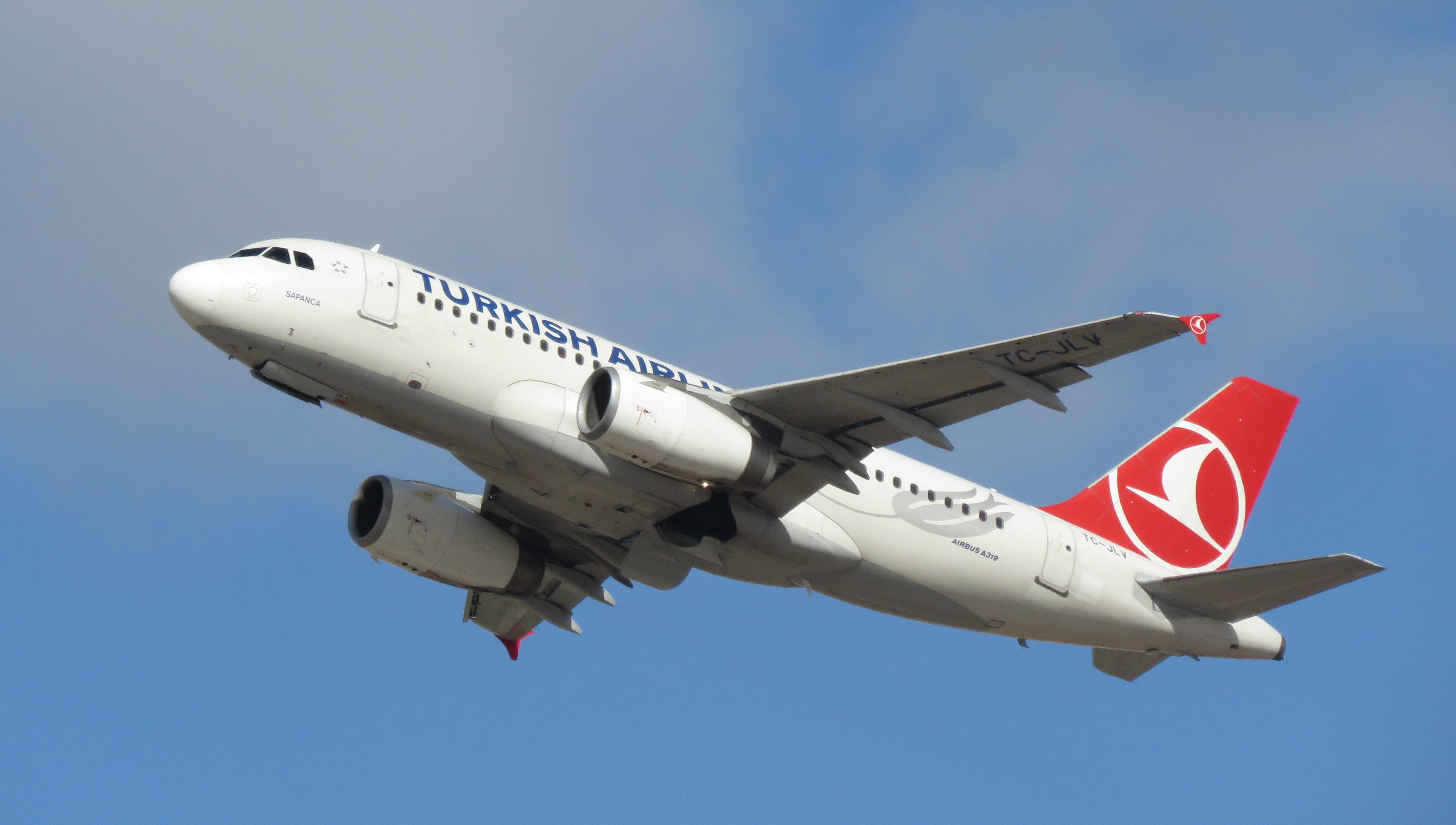
A319
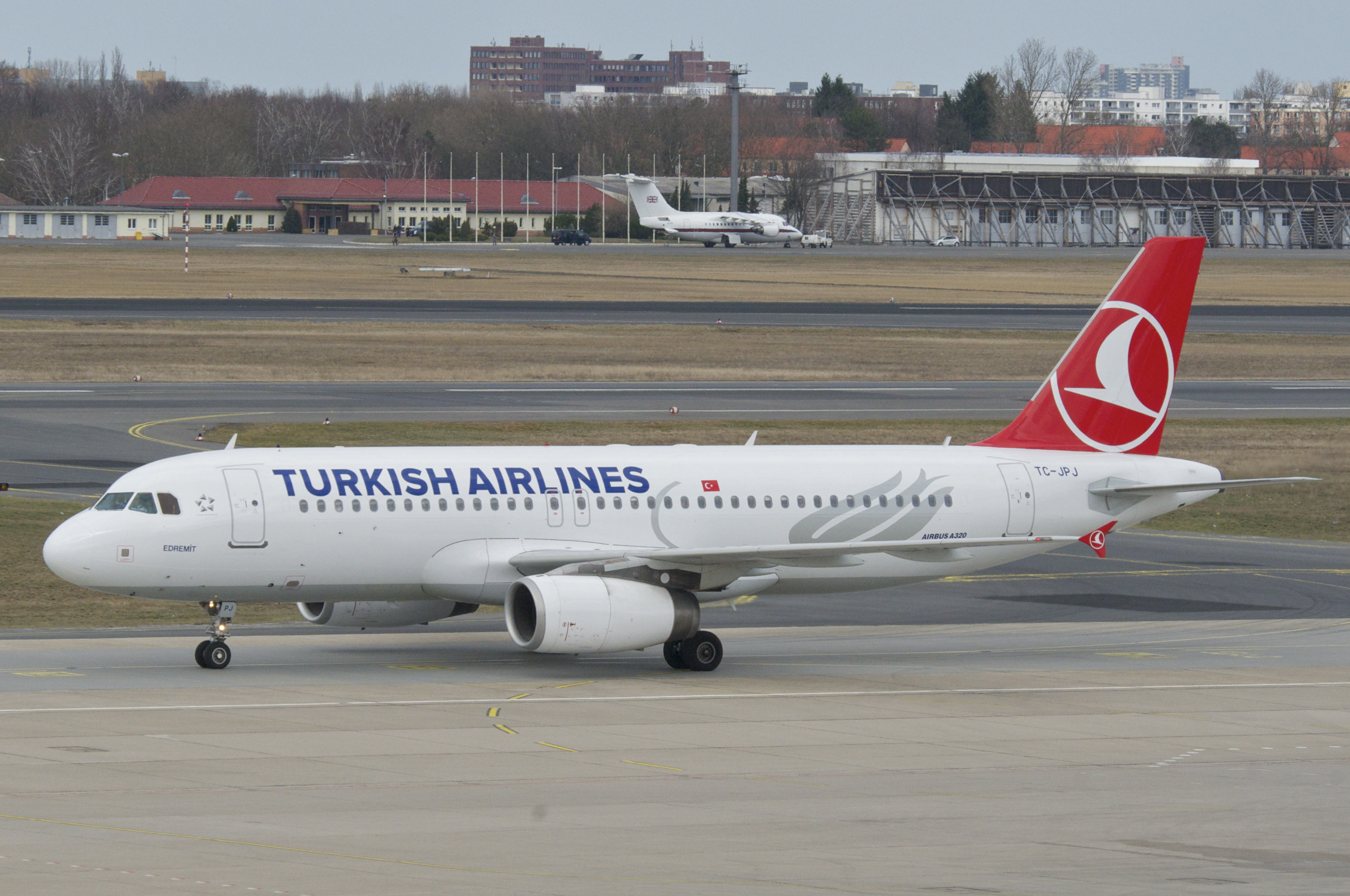
A320-232
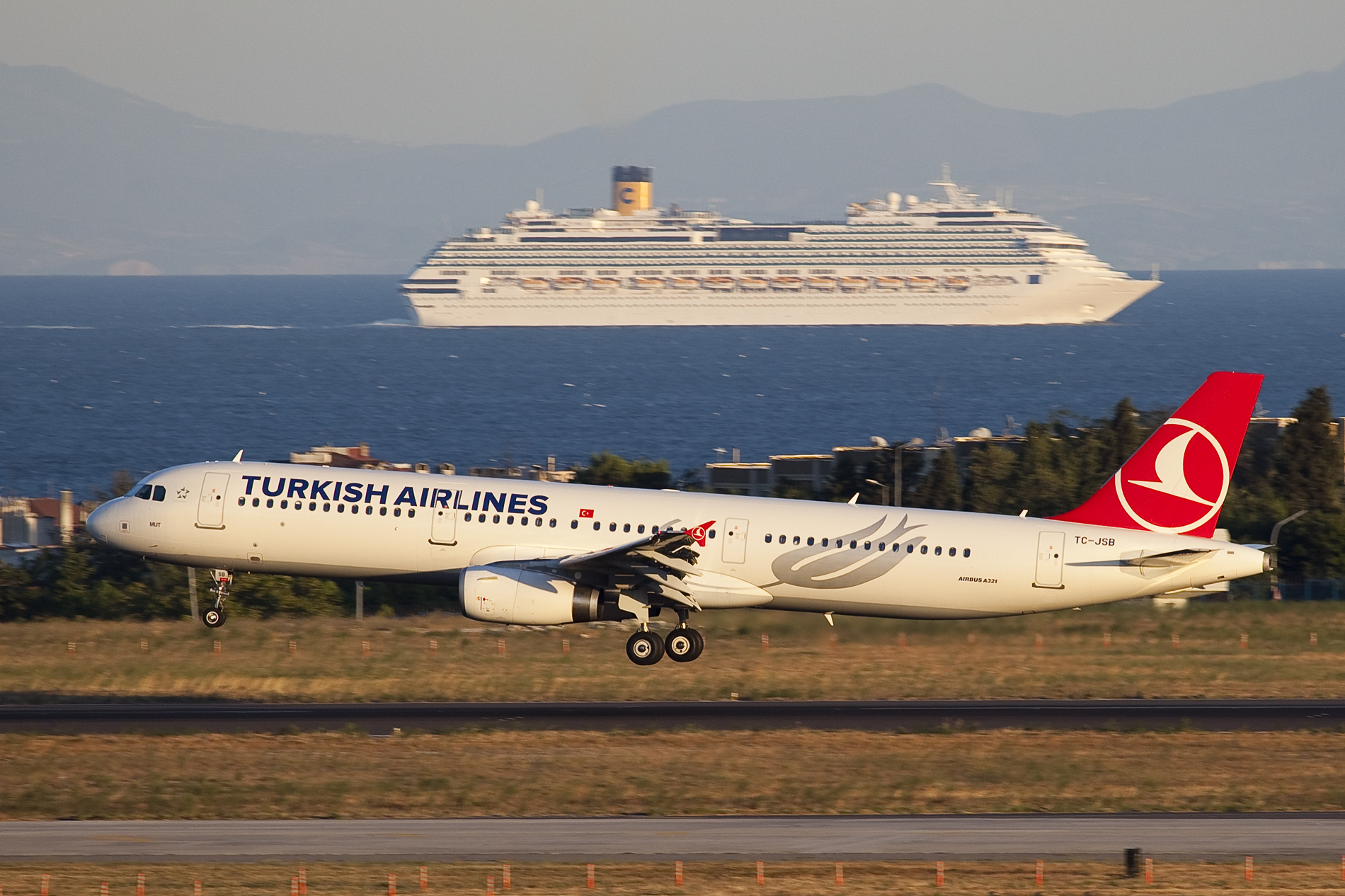
A321
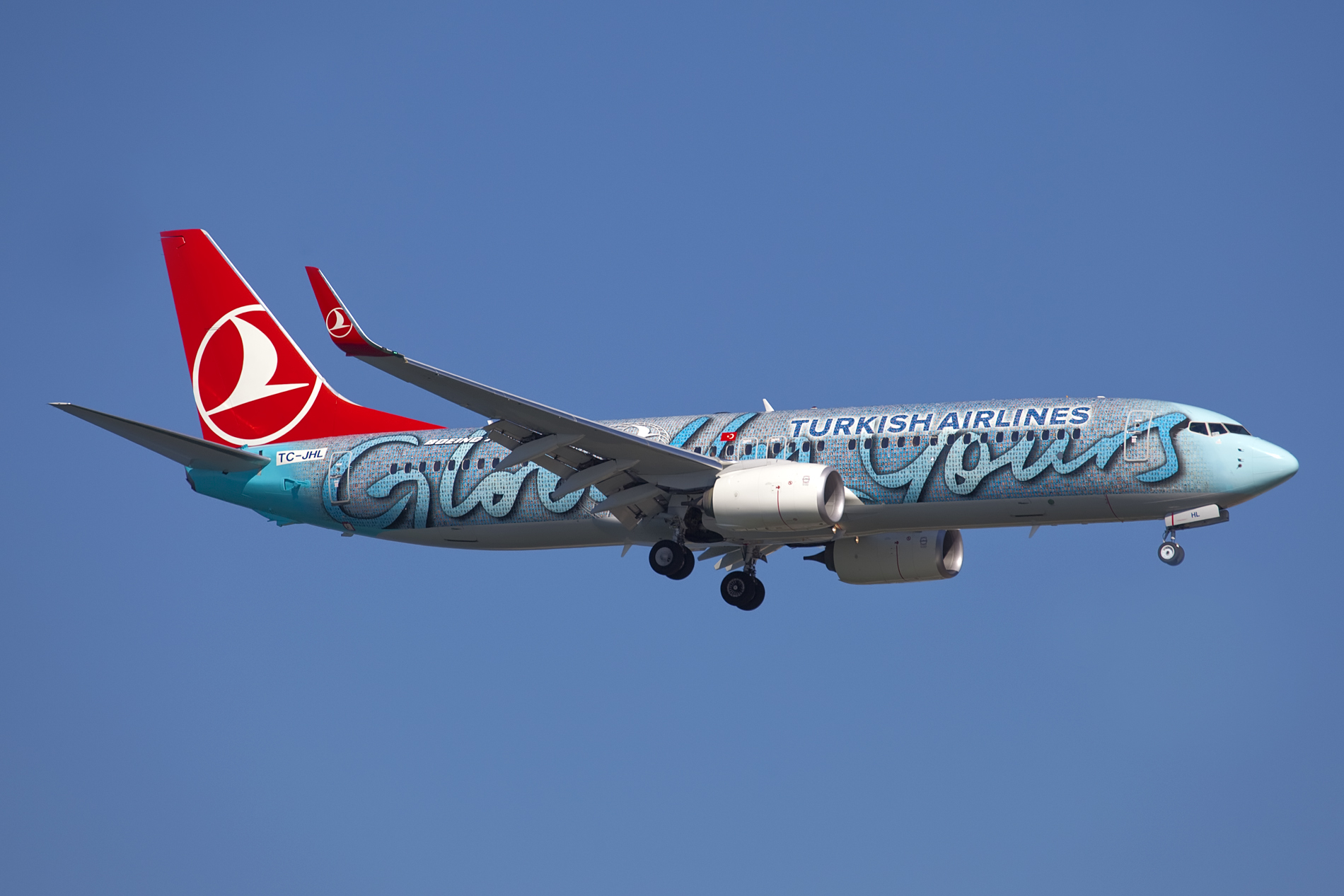
B737-800
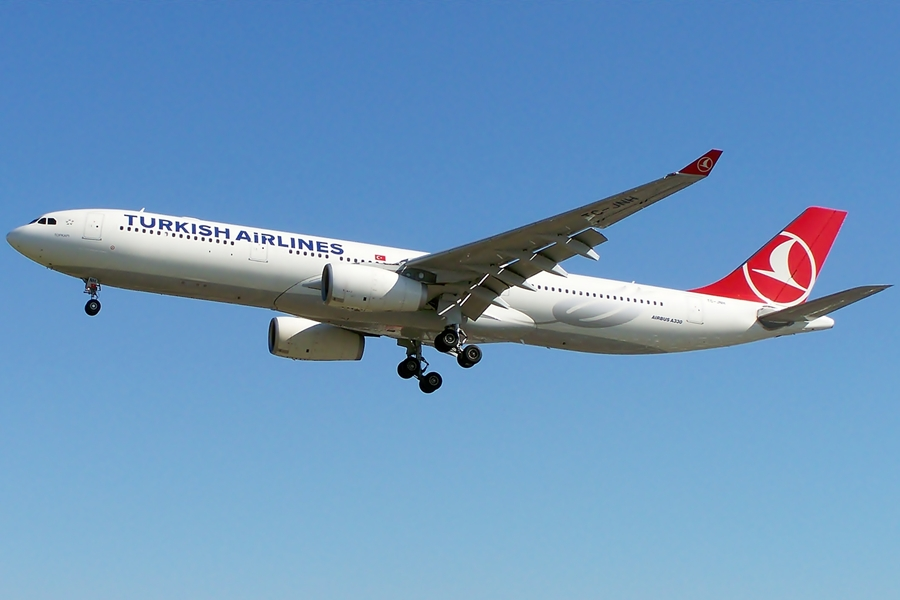
A330
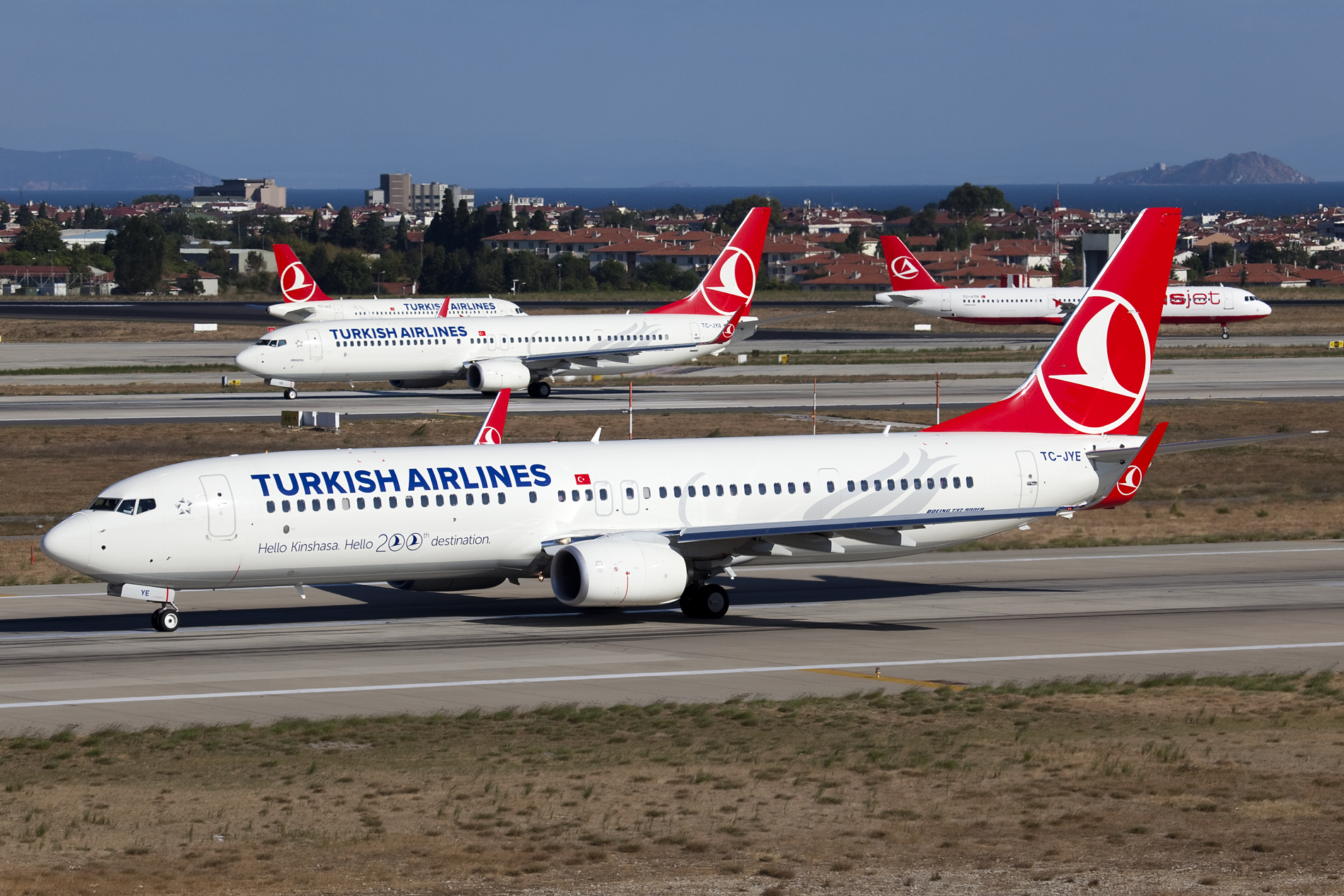
B737-900
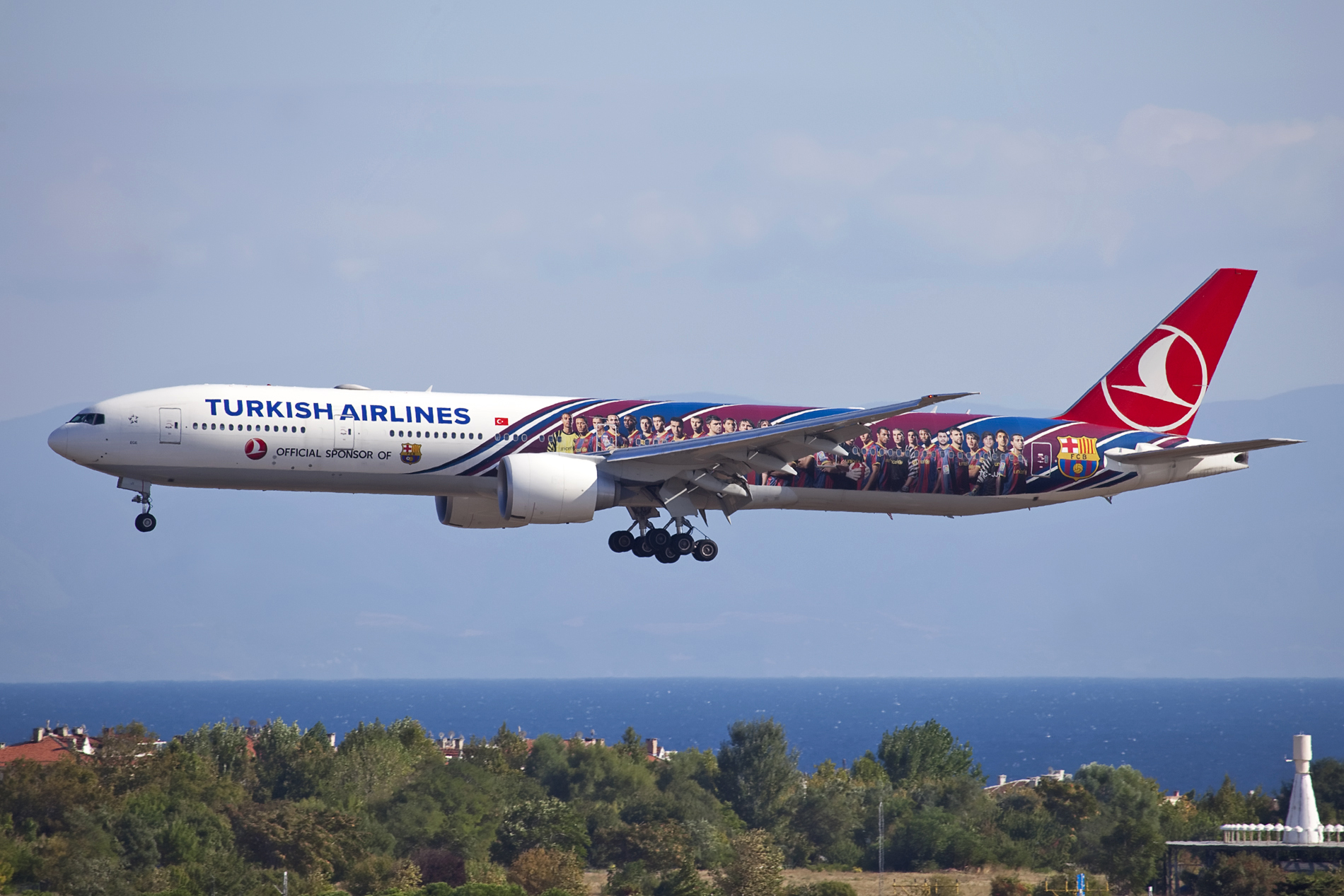
B777-300
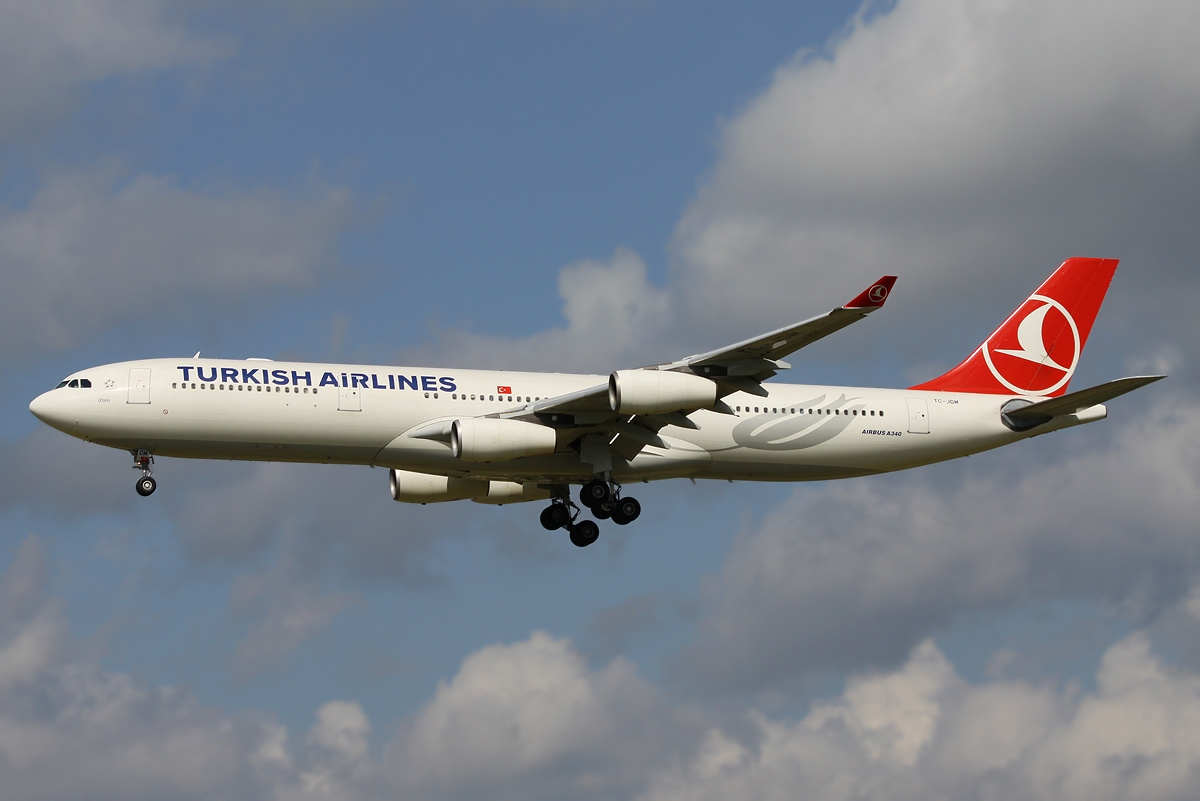
A340-311
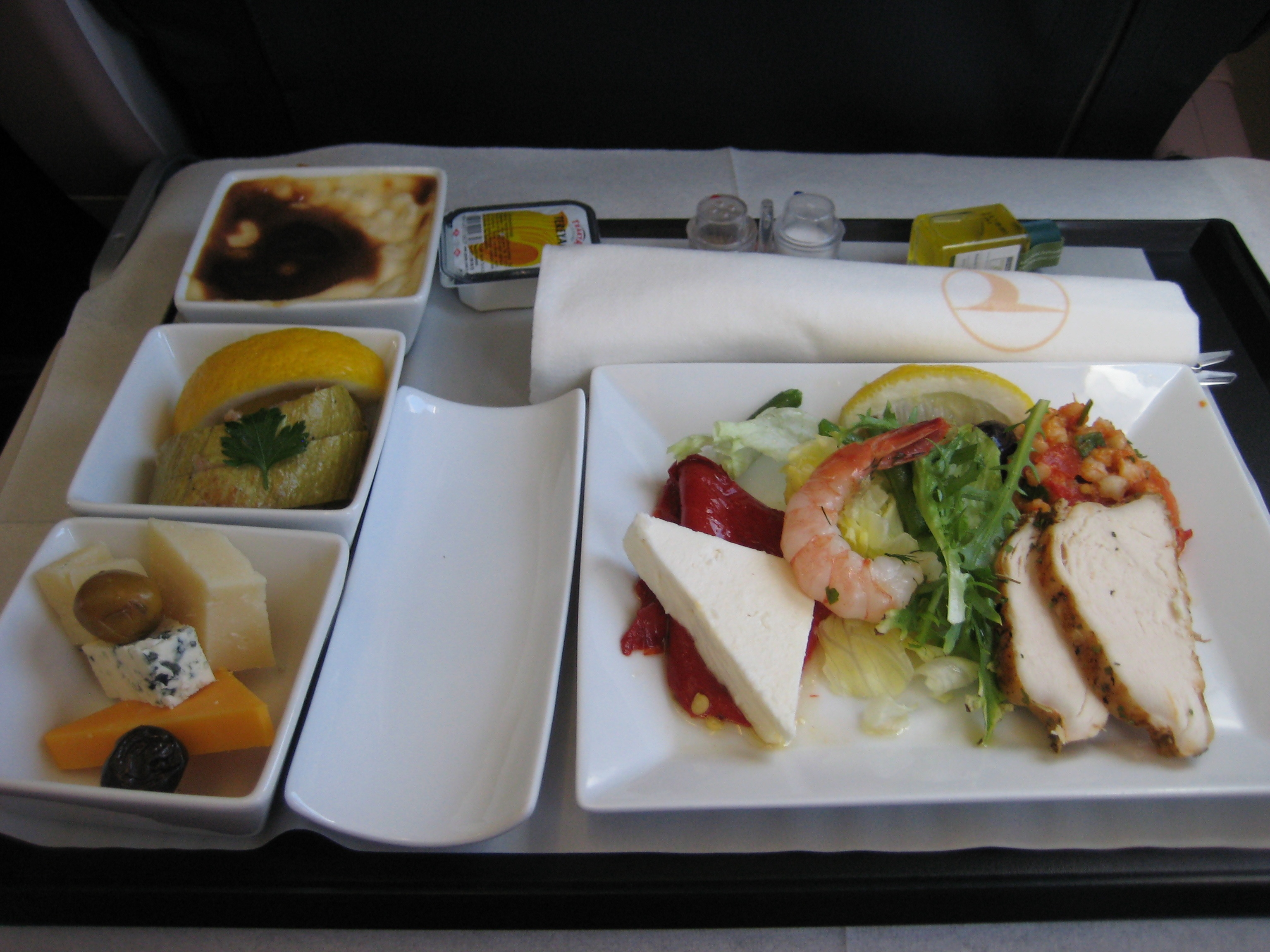
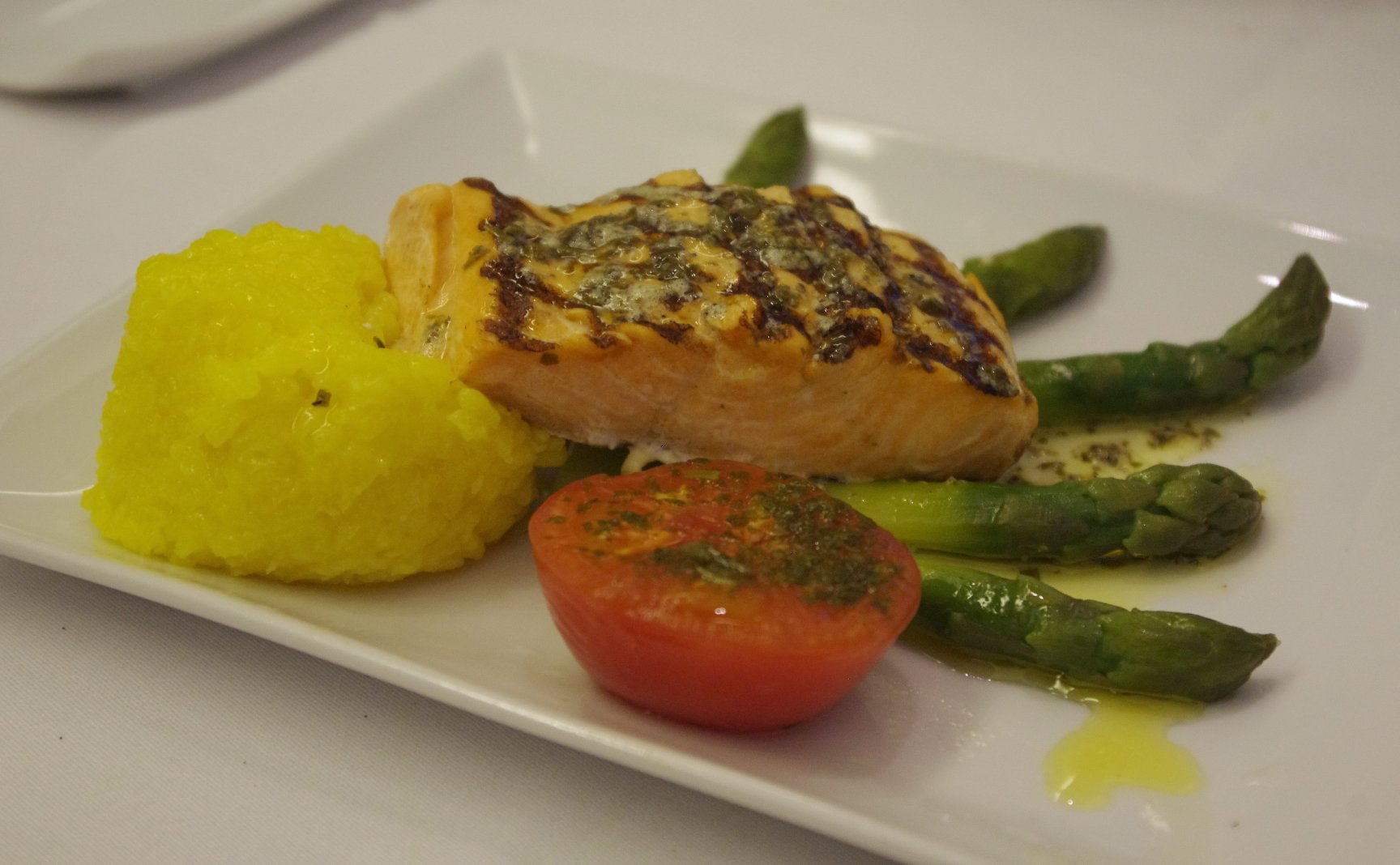
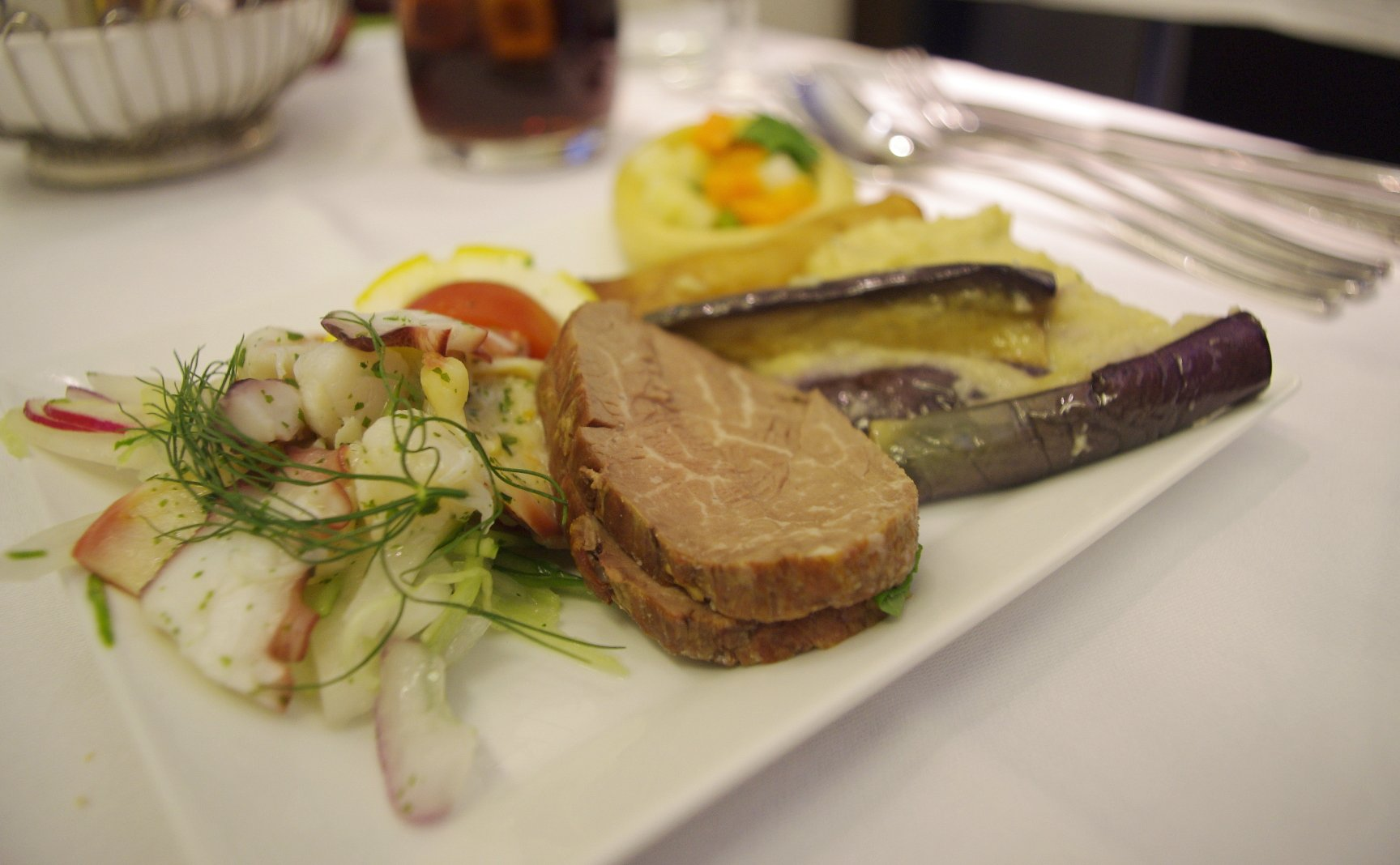
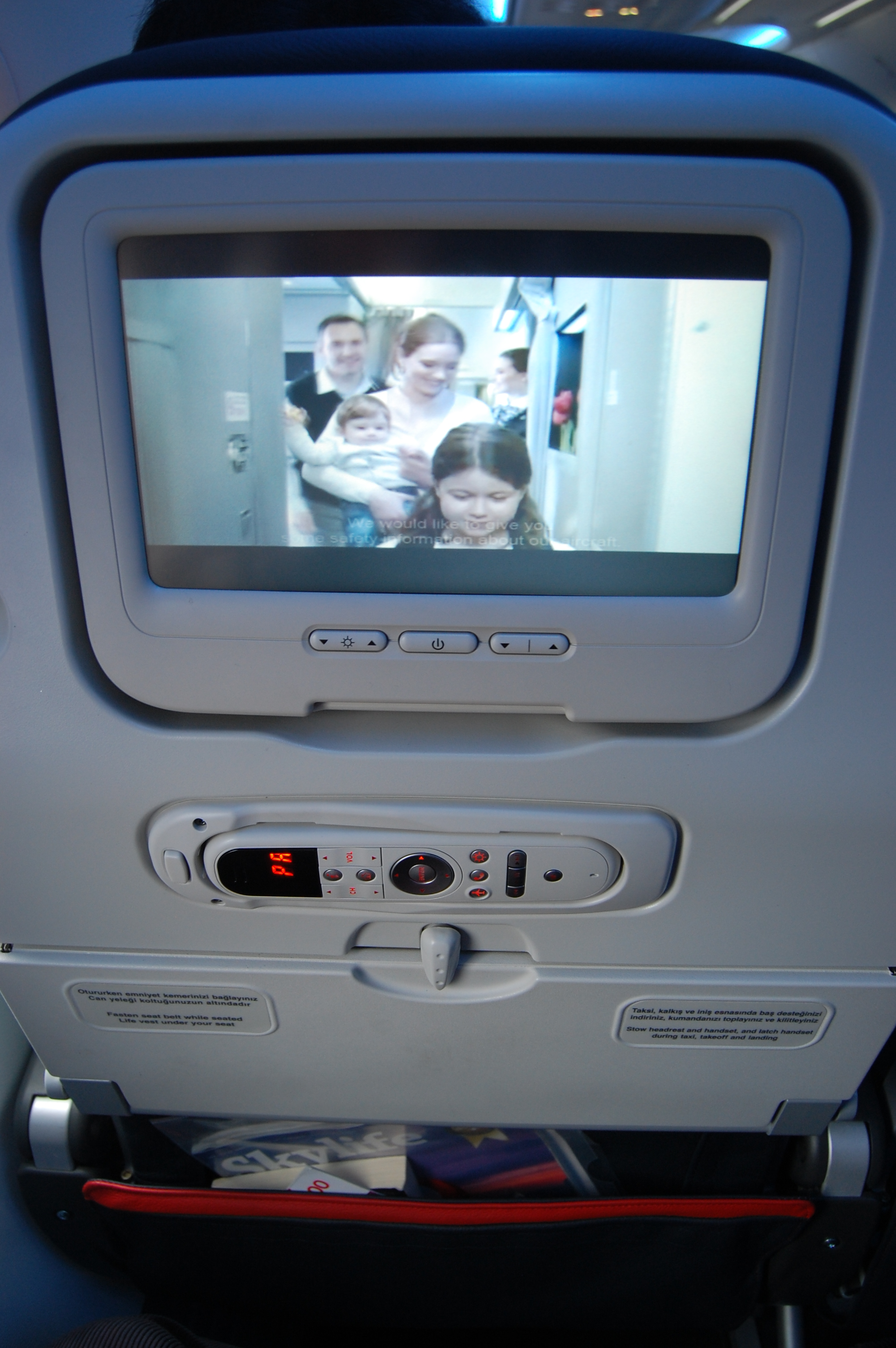
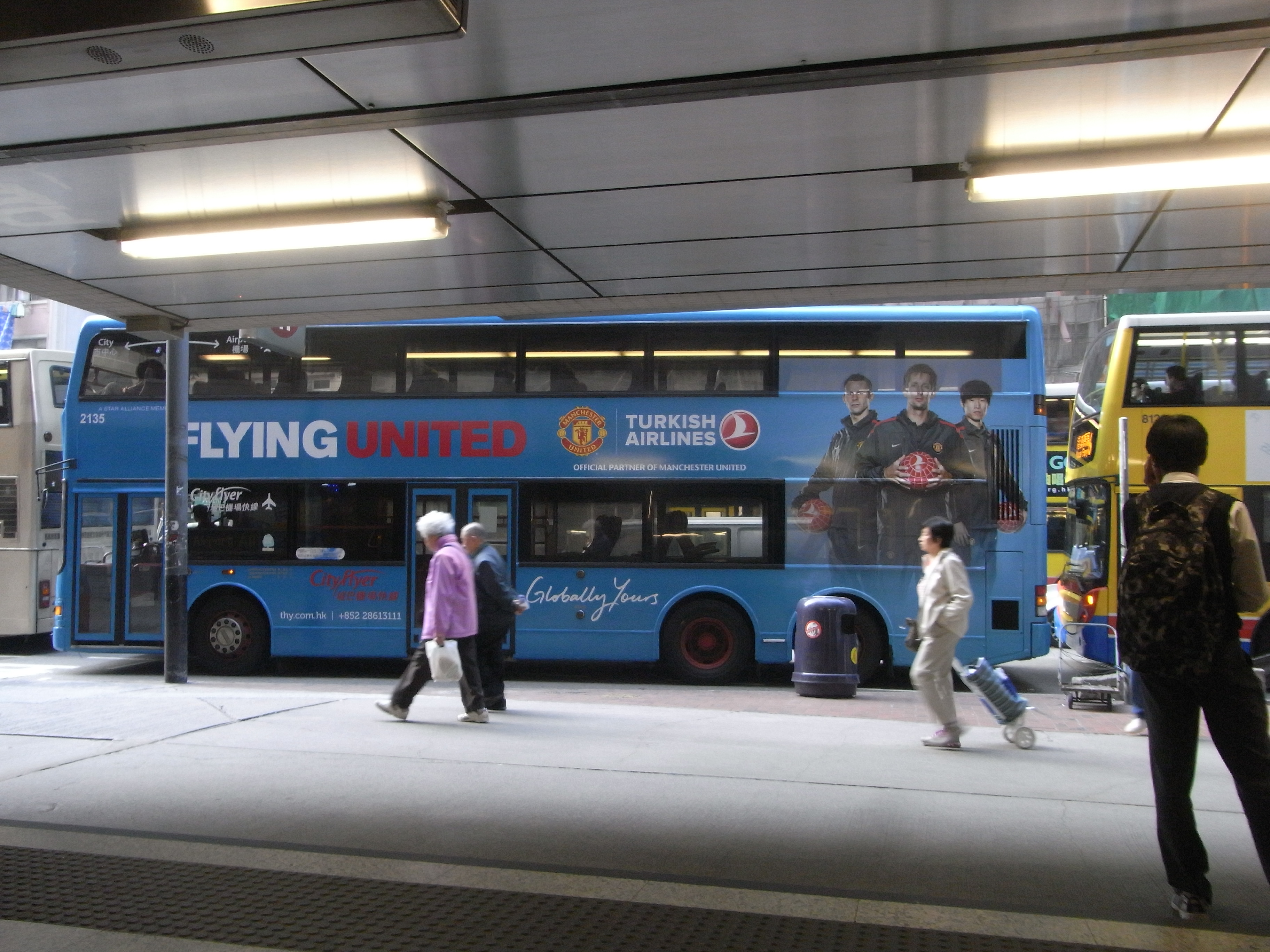

## Les chiffres

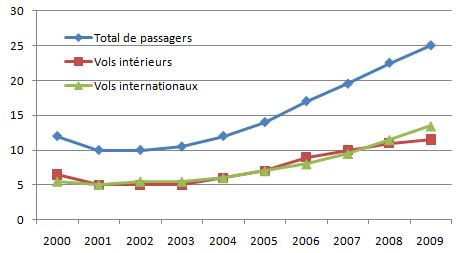

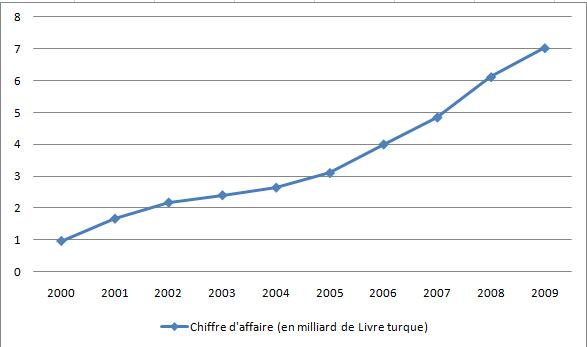

En 2009, Turkish Airlines a transporté plus de 25 millions de passagers, ce qui représente une croissance de 11,1 % par rapport à l'année précédente et de 80 % par rapport à 2005, date après laquelle la compagnie turque a été privatisée :
- treize millions ont voyagé sur ses vols internationaux. Cela représente une croissance de 16,1 % par rapport à l'exercice 2008 et de presque 100 % par rapport à 2005. Ces chiffres sont en rapport avec la politique de globalisation de la compagnie qui s'ouvre de plus en plus à l'international. En 2009, c'est le continent européen qui, avec plus de 64 %, est la destination internationale numéro un de la compagnie ; viennent ensuite le Moyen-Orient (15 %), l'Extrême-Orient (12 %), l'Afrique (6,4 %) et l'Amérique du Nord (2,4 %) et l'Amérique du Sud (0,3 %) ;
- onze millions ont voyagé sur ses vols intérieurs. Cela représente une croissance de 5,7 % par rapport à l'exercice 2008 et de presque 62 % par rapport à 2005. Ces chiffres sont en rapport avec la croissance du secteur aérien en Turquie et la volonté de la compagnie de rester numéro un dans ce secteur. Turkish Airlines a fondé sa propre filiale, AnadoluJet, afin d'accroître sa suprématie en Turquie.

Début 2009, la compagnie comptait 134 appareils moyen et long-courriers, ce qui représente une capacité de 23 549 sièges, soit une augmentation de 6 % par rapport à 2008 et de 64 % par rapport à 2005.
En 2009, 238 000 tonnes de fret transportés, soit une croissance de 20 % par rapport à l'année précédente (meilleure progression parmi les compagnies membres de l'Association of European Airlines).
La compagnie emploie 12 750 personnes, soit une augmentation de 10,7 % par rapport à 2008 :
- les femmes représentent 51,8 % du personnel ;
- près de 95 % du personnel ont un contrat de longue durée ;
- plus de la moitié (57 %) du personnel travaillent au sol.

En 2011, plus de 32 millions de passagers, devenant ainsi la 6e compagnie européenne en nombre de passagers, derrière Lufthansa, Ryanair, Air France-KLM, easyJet et International Airline Group.
En 2012, Turkish Airlines a augmenté le nombre de ses passagers à 38 millions, et est devenu un leader parmi les 10 meilleures compagnies aériennes du monde en ce qui concerne son taux de croissance de 32 % de sa part dans le marché mondial.
En 2013, la compagnie a transporté 48.3 M de passagers sur 243 destinations, soit une augmentation de 23,6 % par rapport à l'année précédente.
En 2014, Turkish Airlines a transporté 54,7 millions de passagers (+ 13,3 %). Son taux de remplissage atteint 78,9 %.

### Nombre de passagers
- 2005 : 14,134 M
- 2006 : 16,947 M
- 2007 : 19,136 M
- 2008 : 22,597 M
- 2009 : 25,102 M
- 2010 : 29,119 M
- 2011 : 32,648 M
- 2012 : 39 M[44]
- 2013 : 48,3 M
- 2014 : 54,7 M
- 2024: 85.17 M

### Le capital
Depuis mai 2006, l'État turc ne détient plus que 49,2 % du capital de Turkish Airlines, le reste ayant été cédé sous forme d'actions à la bourse turque IMKB. L'IMKB bat des records de points ces dernières années, ce qui pourrait pousser le gouvernement turc à céder encore un peu plus de sa part.
En 2009, les bénéfices nets de Turkish Airlines s’élèvent à 280 millions d’euros (en baisse de 51 % par rapport à 2008), alors que les bénéfices d’exploitation s’élèvent à 416 millions d’euros. Le chiffre d’affaires est en hausse de 15 % à 3,5 milliards d’euros et témoigne de la bonne santé financière de la compagnie turque.

## Stratégie
La stratégie de développement de la compagnie prévoit l’ouverture de nouvelles lignes internationales. Turkish Airlines en compte déjà plus de 120, et l'objectif de faire de l'aéroport Atatürk d'Istanbul une plate-forme de correspondance entre les pays européens et le Moyen-Orient ou l’Afrique. En 2009, le nombre de passagers en transit à Istanbul a augmenté près de 40 %. L’aéroport d'Istanbul a donc été modernisé, avec une capacité portée à 60 millions de passagers.

### Star Alliance

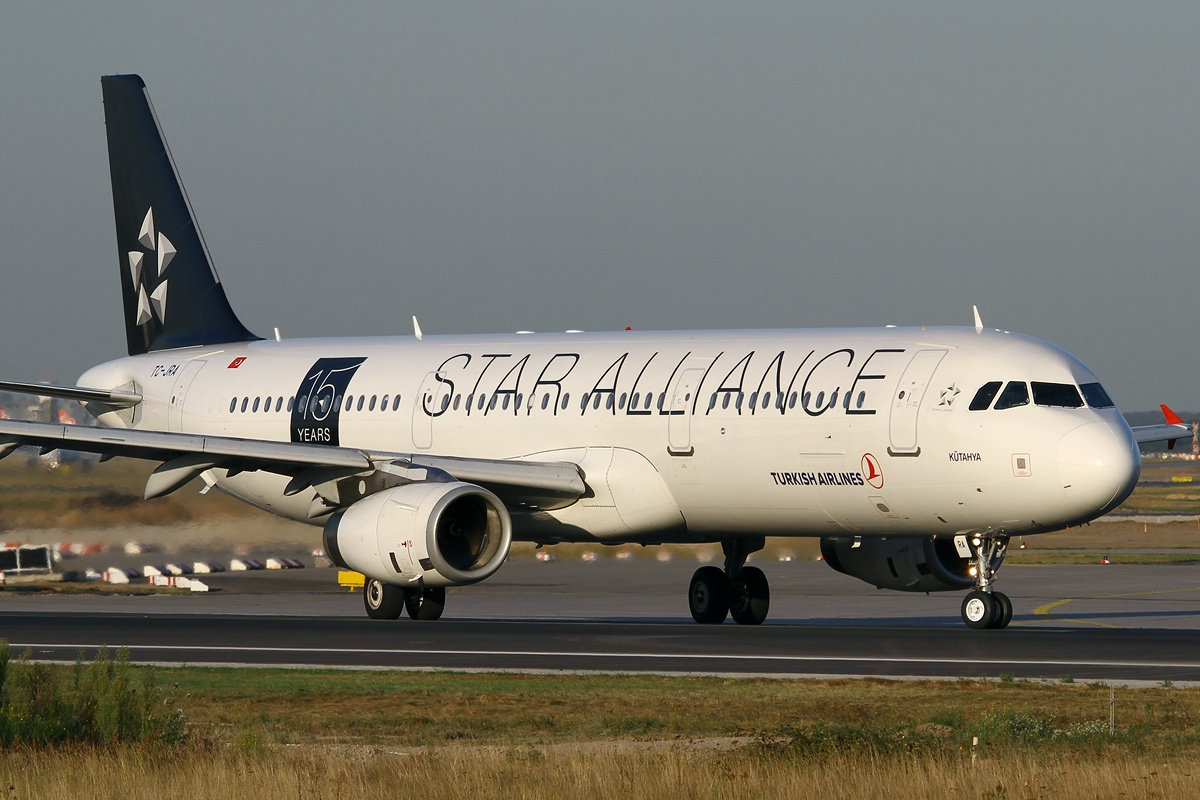
A321-200 Star Alliance.

Après avoir créé les compagnies filles Cyprus Turkish Airlines (1974-2010) et Boğaziçi Hava Taşımacılığı (en) (1987-1987), la compagnie turque a signé en 1998, un accord avec certaines compagnies aériennes européennes parmi les plus grandes pour créer l'alliance Qualiflyer Group. Cette alliance a été défaite en 2001, à la suite de la sortie de Austrian Airlines et de Swissair.
Turkish Airlines est membre de l'alliance Star Alliance depuis l'an 2008. Son programme de fidélité s'appelle « Miles&Smiles ». Les clients peuvent échanger leurs points de fidélité contre des réductions de prix sur leurs prochains vols, des surclassements et divers autres services à bord. Les avantages de ce programme sont partagés avec les autres programmes des compagnies membres de Star Alliance.

### Fret
Turkish Cargo correspond à l'activité fret de Turkish Airlines. Depuis 2009, Turkish Cargo est membre de Cargo 2000, sous-organisation de l'IATA qui regroupe les compagnies aériennes offrant la meilleure qualité de services d'exploitation de Fret.

### Filiales
Les filiales actuelles de Turkish Airlines sont :
- AnadoluJet
- SunExpress

### Maintenance
L'activité de maintenance est commercialisée sous la marque Turkish Technics. Elle est réalisée à sa plate-forme de correspondance principale qui est située sur l'aéroport Atatürk d'Istanbul.

### Turkish Airlines Flight Academy

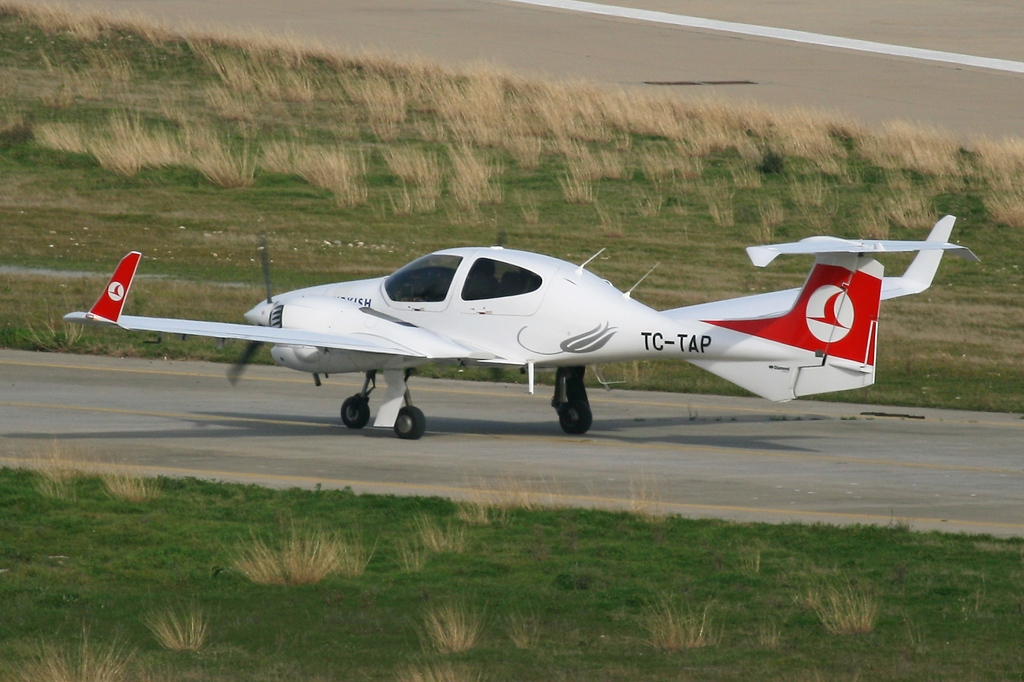
DA-42 Turkish Airlines.

Afin de pallier le manque de pilote, la compagnie décide en novembre 2004 de créer sa propre école de pilotage. En juin 2006, 16 pilotes cadets sont formés. La formation s'effectue à l'Aéroport Atatürk d'Istanbul ainsi qu'à l'aéroport de Çorlu.
La flotte se compose de 14 avions :
- 10 × Cessna 172 S Skyhawk SP
- 2 × Cessna Citation Mustang
- 2 × Diamond DA-42

### Partenariats

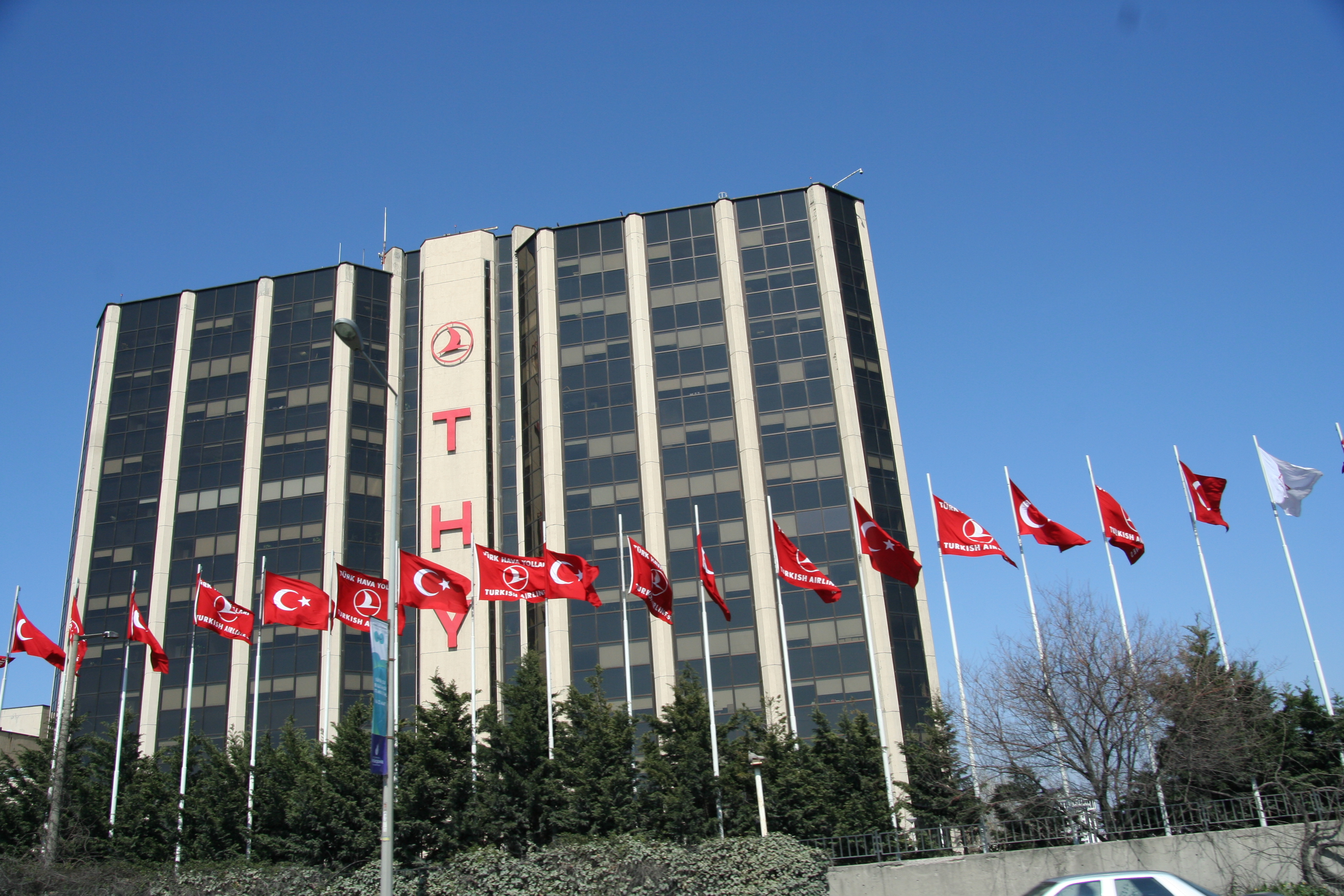
Bureaux de Turkish Airlines à Istanbul

Turkish Airlines est membre de Star Alliance, et nombre de vols sont exploités en partage de code avec ces compagnies.

### Services aux passagers
Les repas à bords sont préparés par le traiteur Do & Co (de) pour des départs de Turquie.

## Accidents et incidents
Depuis 1933, Turkish Airlines a connu plusieurs accidents et incidents graves, dont voici une liste non exhaustive :
- Le 17 février 1959, écrasement d'un Vickers Viscount à Gatwick (en). Le Vickers Viscount 793, immatriculé TC-SEV, s'est écrasé au cours de son atterrissage dans un épais brouillard à l'aéroport de Londres-Gatwick. Ce vol transportait l'ancien Premier ministre turc Adnan Menderes, qui fut parmi les dix survivants des seize passagers et huit membres d'équipage. L'avion, en provenance d'Istanbul, acheminait une délégation du gouvernement turc pour discuter de la situation à Chypre avec des représentants britanniques, grecs et chypriotes[49],[50].
- Le 23 septembre 1961, le vol 835 Turkish Airlines (en), un Fokker F27 Friendship 100, immatriculé TC-TAY, s'écrase près d'Ankara au cours de son atterrissage à l'aéroport d'Esenboğa. Les quatre membres d'équipage et 24 des 25 passagers moururent dans l'accident[51].
- Le 8 mars 1962, écrasement d'un F-27 dans les Monts Taurus (en). Un Fairchild F-27, immatriculé TC-KOP, s'écrase sur les monts Taurus au cours de son atterrissage à l'aéroport international d'Adana-Sakirpasa, tuant les huit passagers et l'ensemble des membres de l'équipage[52].
- Le 3 février 1964, un Douglas C-47A, immatriculé TC-ETI, effectuant un vol cargo intérieur, s'est écrasé lors de son approche de l'aéroport d'Esenboğa. Les trois membres d'équipage à bord ont été tués[53].
- Le 2 février 1969, un Vickers Viscount, immatriculé TC-SET, heurte un pylône électrique et s'écrase lors de son atterrissage à l'aéroport d'Esenboğa, sans faire de blessés[54].
- Le 16 septembre 1969, un Vickers Viscount, immatriculé TC-SEC, est détourné par deux passagers peu après son décollage, alors qu'il effectuait la liaison entre l'aéroport d'Istanbul-Atatürk et l'aéroport d'Esenboğa. L'appareil se pose à Sofia, en Bulgarie, sans faire de victimes[55].
- Le 26 janvier 1974, le vol Turkish Airlines 301, un Fokker F28 Fellowship 1000, immatriculé TC-JAO, s'écrase peu de temps après son décollage à Istanbul. L'appareil, qui prenait la direction d'Izmir, s'est désintégré lors de son impact au sol, provoquant la mort de quatre des cinq membres d'équipage et 62 des 68 passagers. L'accident est probablement dû à l'accumulation de glace sur les ailes[56].
- Le 3 mars 1974, le vol 981 Turkish Airlines, un DC-10, immatriculé TC-JAV, s'écrase dans la forêt d'Ermenonville quelques instants après son décollage de l'aéroport de Paris-Orly, tuant les 346 personnes à bord. Cet accident est le plus meurtrier que la compagnie n'ait jamais connu[57].
- Le 30 janvier 1975, le vol 345 Turkish Airlines (en), un Fokker F28 Fellowship 1000, immatriculé TC-JAP, s'écrase dans la mer de Marmara au cours de son atterrissage à l'aéroport de Yeşilköy. Les 38 passagers et les 4 membres d'équipage meurent dans l'accident[58].
- Le 19 septembre 1976, le Vol 452 Turkish Airlines, un Boeing 727-2F2, immatriculé TC-JBH, s'écrase sur les Monts Karatepe près d'Isparta. L'avion, qui avait décollé de l'aéroport d'Istanbul-Atatürk, était en direction de l'aéroport d'Antalya. Le pilote a confondu l'éclairage d'une route d'Isparta avec le balisage de la piste d’atterrissage de l'aéroport d'Antalya. Les huit membres d'équipage et les 146 personnes à bord meurent lors de l'accident[59].
- Le 23 décembre 1979, écrasement d'un F28 à Ankara (en). Un Fokker F28 Fellowship 1000, immatriculé TC-JAT, reliant Samsun à l'aéroport d'Esenboğa, Ankara, s'écrase au cours de son atterrissage à 32 km de l'aéroport. Trois des quatre membres de l'équipage et 38 des 41 passagers périssent durant l'accident[60].
- Le 16 janvier 1983, le vol 158 Turkish Airlines, un Boeing 727-2F2, immatriculé TC-JBR, s'écrase par un temps neigeux à 50 m des pistes de l'aéroport d'Esenboğa. L'accident provoque la mort de 47 passagers sur 60, et aucun parmi les membres de l'équipage[61].
- Le 29 décembre 1994, le vol 278 Turkish Airlines, un Boeing 737-4Y0, immatriculé TC-JES, s'écrase par un temps neigeux au cours de son atterrissage à l'aéroport Ferit Melen à Van. Cinq des sept membres de l'équipage et 52 des 69 passagers périssent dans l'accident[62].
- Le 7 avril 1999, le vol 5904 Turkish Airlines, un Boeing 737-4Q8, immatriculé TC-JEP, s'écrase près de Ceyhan huit minutes après son décollage de l'aéroport international d'Adana-Sakirpasa. L'avion ne transportait aucun passager. Les six membres d'équipage périrent dans l'accident[63].Boeing 737-800 accidenté à Amsterdam.

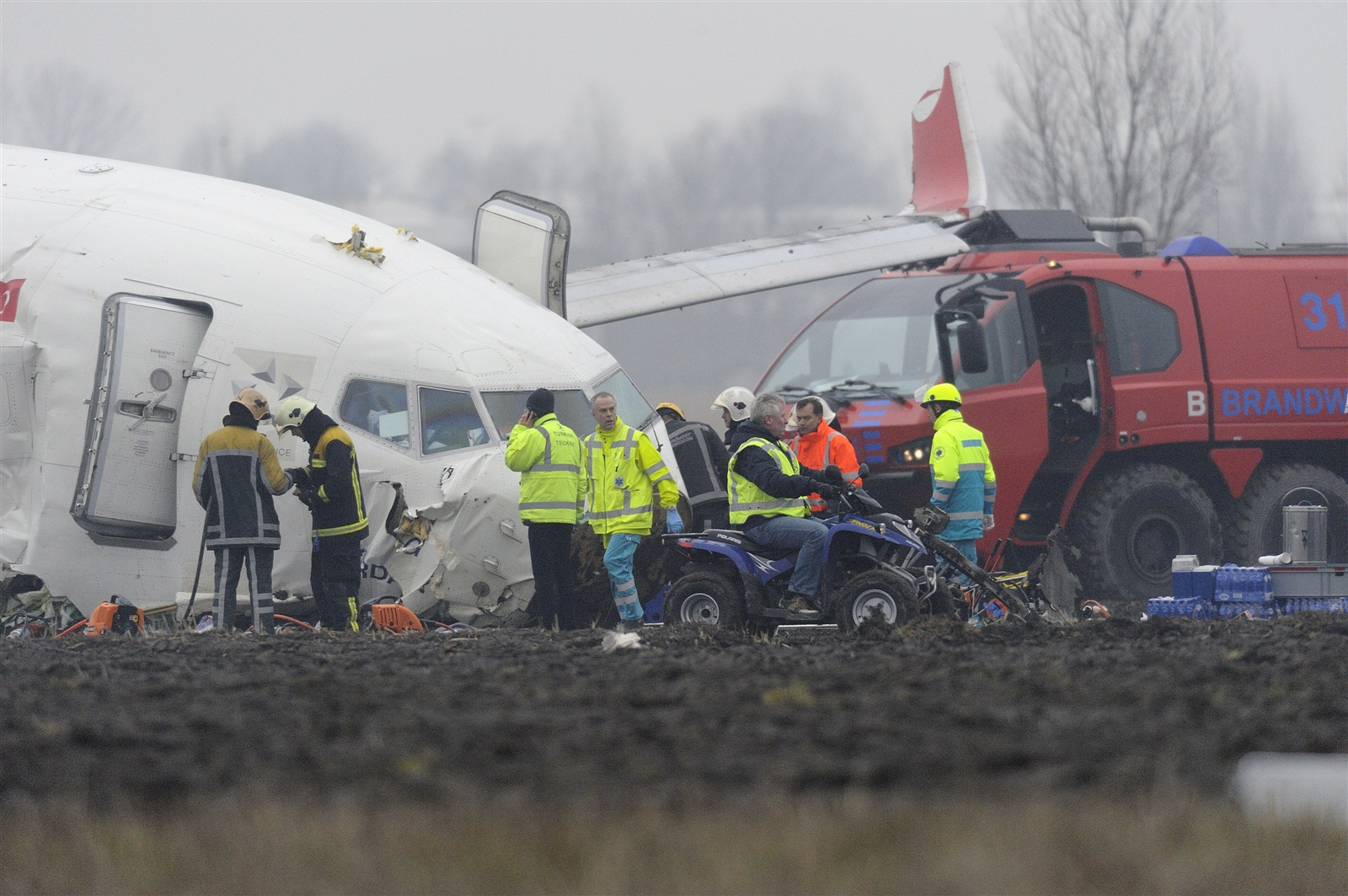
Boeing 737-800 accidenté à Amsterdam.

- Le 8 janvier 2003, le Vol 634 Turkish Airlines, un Avro RJ-100, immatriculé TC-THG, s'écrase lors de son approche de l'aéroport de Diyarbakır, tuant 75 des 80 passagers et membres d'équipage[64],[65].
- Le 25 février 2009, le vol 1951 Turkish Airlines. un Boeing 737-800, immatriculé TC-JGE, s'écrase lors de son approche à l'aéroport d'Amsterdam-Schiphol. Lors de l'impact, l'appareil se brise en trois parties. L'accident a été provoqué par un problème d'altimètre entraînant un décrochage, situation que l'équipage a mal détectée puis n'a pas gérée correctement. L'accident provoquera la mort de 9 des 135 occupants[66],[67],[68].
- Le 25 avril 2015, le vol 1878 Turkish Airlines (en), un Airbus A320, en provenance de l'aéroport de Milan Malpensa, réalise un premier posé très dur sur l'aéroport d'Istanbul-Atatürk, où l'aile droite et son moteur heurtent la piste. L'appareil effectue une remise de gaz, durant laquelle un incendie se déclare sur le réacteur droit. Après 20 minutes de vol, l'appareil effectue une seconde approche et un atterrissage d'urgence. À la suite de l'affaissement du train droit, l'Airbus A320 sort de piste et s'immobilise après un virage de 180 degrés. Aucune victime n'est à déplorer dans l'accident[69],[70].
- Le 16 janvier 2017, le vol 6491 Turkish Airlines, un 747-400F cargo exploité par la compagnie ACT Airlines (en), s'est écrasé sur un village à proximité de l'aéroport de Manas (Kirghizistan). L'appareil assurait un vol entre l'aéroport de Hong Kong et l'aéroport d'Istanbul-Atatürk, avec escale à l'aéroport de Manas. Au moins 32 personnes ont été tuées dans l'accident[71].